# Rosso Fiorentino
Giovanni Battista di Jacopo dit Rosso Fiorentino (soit « [Le  Maître] roux de Florence » en français à cause de la couleur de ses cheveux), est un peintre, un graveur et un décorateur italien né à Florence le 8 mars 1494, selon le comput grégorien (1493 selon le comput florentin qui débutait l'année le jour de la Fête de l'Annonciation, le 25 mars), et mort à Paris le 14 novembre 1540. Il appartient selon les historiens d'art à l'école maniériste ou à la Renaissance tardive qui marque l'École de Fontainebleau.

## Introduction
Comme Pontormo, son homologue pictural pendant de nombreuses années, il est l'élève d'Andrea del Sarto et est, à bien des égards, un rebelle contre les contraintes classicistes. Partant des constructions équilibrées de son maître, il force les formes à exprimer un monde agité et tourmenté. Artiste original et anticonformiste, il reçoit un accueil mitigé à Florence et à Rome avant de se réfugier en Ombrie et en Toscane.
De là, il franchit le pas et s'installe à la cour de Fontainebleau, où il devient le peintre de cour très estimé de François Ier, poste déjà occupé par son maître Andrea del Sarto et par Léonard de Vinci. Avec Le Primatice, qui lui succède, il apporte le goût sophistiqué et élitiste de la Rome clémentine avant le sac de Rome à travers les Alpes, devenant ainsi l'étincelle qui enflamme l' école de Fontainebleau et, par conséquent, le maniérisme international.
Les théoriciens allemands du maniérisme ont considéré les lieux de la carrière du Rosso Fiorentino, à savoir Florence, Rome, Arezzo, Venise et Fontainebleau comme emblématiques des premières périodes de ce vaste mouvement artistique européen englobant peinture, gravure, sculpture ainsi que de nombreux arts décoratifs.
Par son influence, Le Rosso est le fondateur de la première école de Fontainebleau qui lance la Renaissance française dans l'art de la peinture. Ce décorateur érudit, attiré par le bizarre et le spectaculaire, tout en racontant une histoire à plusieurs niveaux de lecture ou d'émotion, bouscule les genres établis et demeure une source d'évolution durable de l'art décoratif des cours princières de l'Europe du Nord.

## Biographie

### Origines
Un document mentionne que Rosso Fiorentino est né à Florence, dans la paroisse de l'église san Michele Visdomini, le 18 mars à la huitième heure de l'année, selon le calendrier florentin, de 1494, ou de 1495 selon le calendrier grégorien. Quelques mois plus tard, Pontormo naît dans la banlieue d'Empoli, un artiste avec qui Rosso partage une bonne partie de sa formation et les résultats très originaux de leurs recherches formelles respectives. Le surnom de « Rosso » dérive de ses cheveux roux, comme le rappelle également Giorgio Vasari.
Ce dernier, au début de la biographie qu'il lui consacre dans Les Vies des meilleurs peintres, sculpteurs et architectes, se souvient de lui comme d'une belle personne, dotée de charme, gentille et raffinée dans ses manières, intéressée par diverses activités, dont la musique et les lettres. L'historien d'Arezzo utilise comme sources à la fois sa connaissance directe de l'artiste dans sa jeunesse et les souvenirs recueillis par Bronzino.

### Formation à Florence

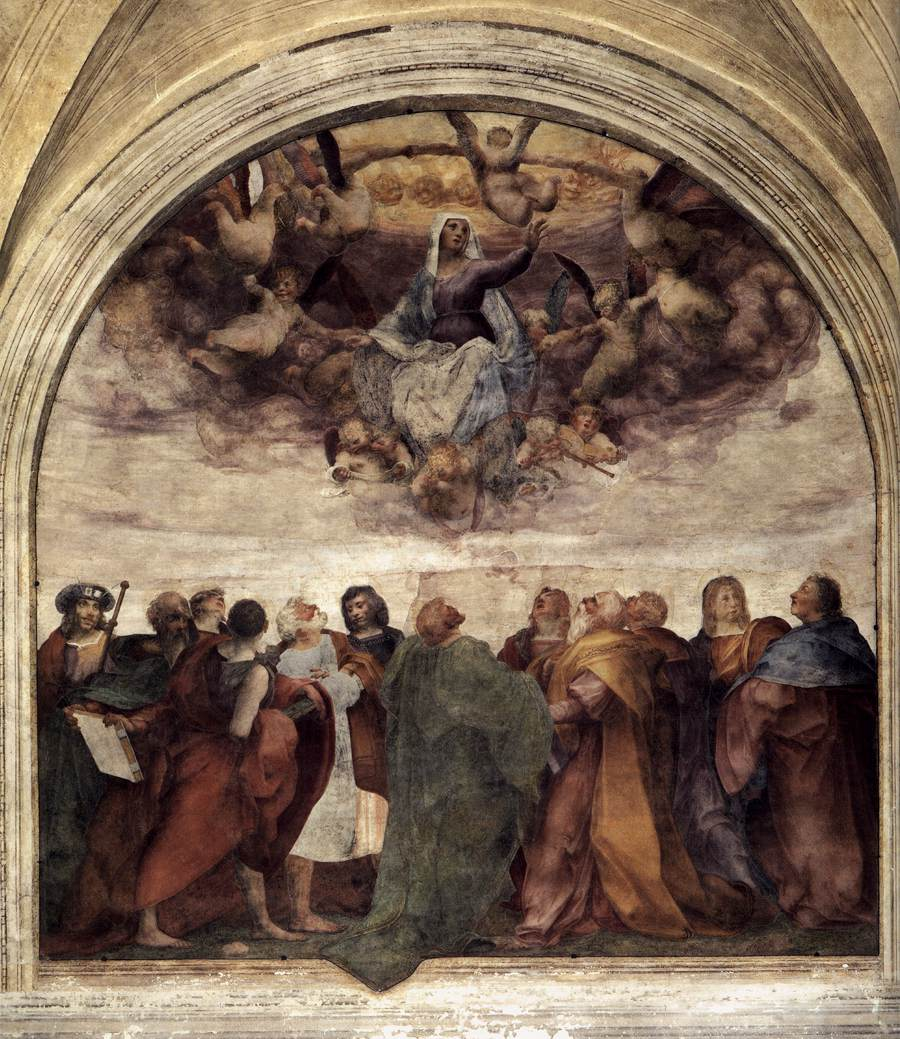
Assomption de Marie, 1513, Chiostrino dei Voti, Florence

Rosso Fiorentino se forme dans divers ateliers en étudiant Michel-Ange, même s'il est d'abord connu comme élève du maître maniériste Andrea del Sarto, à l'instar du Pontormo, son alter-ego dans la peinture pendant de longues années.
Le premier document qui mentionne Rosso adolescent remonte à 1510, lorsqu'il est qualifié de peintre, suivi d'un paiement du 13 septembre 1513 par lequel l'artiste, âgé de presque vingt ans, est payé pour sa première œuvre connue, à quatre mains avec Andrea di Cosimo, un blason de Léon X à la basilique de la Santissima Annunziata, en l'honneur du pape Médicis élu cette année-là. Deux autres armoiries peintes lui sont payées peu de temps après et le même mois, il participe à la réalisation d'une image votive en cire de Julien de Médicis (1479-1516) duc de Nemour pour le même sanctuaire de l'Annunziata, selon la coutume d'offrir un ex-voto en cire à l'image miraculeuse de l'Annonciation florentine. Il est probable que les Médicis voulaient remercier solennellement la Vierge pour la reconquête de la ville après la restauration de la République. Un autre blason du cardinal Lorenzo Pucci nouvellement élu est payé en octobre/novembre et, entre cette date et juin 1514, le solde est enregistré pour la première œuvre certaine qui nous soit parvenue de l'artiste, l' Assomption de la Vierge dans le Chiostrino dei Voti.
Il reçoit peut-être cette importante commande sur proposition d'Andrea del Sarto, responsable de la création de la plupart des lunettes du cloître. Vers la fin de l'entreprise, Andrea a délégué la peinture des lunettes restantes à certains de ses meilleurs collaborateurs, en s'appuyant sur Franciabigio, Pontormo et, précisément, Rosso Fiorentino. Cependant, celui-ci se vantait d'un lien particulier avec la basilique de l'Annunziata, que Vasari fait remonter à son amitié avec le frère « maestro Giacopo » ; en outre, deux des frères de l'artiste sont frères, dont l'un, Filippo Maria, est précisément servite à l'Annunziata et l'autre est dominicain à la basilique Santa Maria Novella.
Selon Vasari, Rosso a peint pour le maître Giacopo une Vierge avec la demi-figure de saint Jean l'Évangéliste, dont seule peut-être la copie ancienne existe au musée des Beaux-Arts de Tours, dans laquelle l'Enfant est représenté de dos, effectuant une torsion élaborée vers le spectateur : la synthèse des formes se réfère cependant plus à l'exemple de Fra Bartolomeo qu'à Andrea del Sarto. Vasari se souvient de lui comme de l'un des peintres qui ont étudié le dessin de Michel-Ange sur La Bataille de Cascina, un artiste qui a sans aucun doute influencé toute la génération suivante, y compris lui-même, mais que Rosso a retravaillé avec un sens du mouvement encore plus brutal, des couleurs plus artificielles et un plus grand détachement de la tradition.
Vasari cite ensuite un tabernacle de la famille Bartoli, sur la colline de Marignolle, dans le sud de Florence, dans lequel l'artiste commence à manifester « certaines de ses opinions contraires aux mœurs ». L'œuvre a été signalée en 2006 par Antonio Natali comme un tabernacle encore existant sur la colline de Marignolle, en mauvais état mais dont la composition est lisible. Vasari s'en souvient dans la ville de Sant'Ilario a Colombaia, en haut de la rue où se trouvait le monastère de Campora, et où Piero Bartoli, le client, avait sa  maison. Il représenterait une Madone sur la butte du Saint-Sépulcre (en référence à la dénomination du monastère voisin), avec un Christ mort soutenu par Joseph d'Arimathie et un saint Jérôme à ses pieds.
Dans ces années-là, l'artiste, dont Vasari se souvient comme ayant « peu de maîtres », devait s'intéresser avec le même intérêt à l'école de San Marco, dominée par Fra Bartolomeo et Mariotto Albertinelli, et à celle de l'Annunziata, dominée par Andrea del Sarto et ses collaborateurs, et peut-être aussi à celle de Francesco Granacci. La collaboration avec Andrea del Sarto n'est documentée que par des références à Vasari, comme le cas de la prédelle perdue de l'Annonciation de San Gallo, peinte en collaboration avec Pontormo. Rosso Fiorentino devait également s'intéresser à la sculpture de Jacopo Sansovino et de Baccio Bandinelli, et a dû avoir aussi des contacts avec l'excentrique Alonso Berruguete, artiste espagnol de passage à Florence.
En 1517, il entre dans la corporation des peintres florentins, entité qui deviendra sous la férule de Giorgio Vasari la somptueuse et élitiste Académie du dessin de Florence, certifiant ainsi la fin de son apprentissage.

### Retable du Spedalingo
En 1518, Rosso Fiorentino réalise une commande importante pour un retable, le soi-disant Retable de Spedalingo, d'après le rôle du mécène Leonardo Buonafede, ou Vierge à l'Enfant en majesté avec les saints Jean baptiste, Antoine abbé, Étienne et Jérôme, initialement destiné à l'église Ognissanti (Florence). Malgré l'originalité du tableau, avec une composition serrée qui tend à se fermer vers le centre, Buonafede le refuse, après l'avoir vu en cours car, comme le note Vasari, l'artiste a accentué les traits « cruels et désespérés » des personnages, qu'il atténuera ensuite et normalisera dans la version finale. Rosso y dévoile sa palette provocante de couleurs, la finesse de ses grands drapés, la « fougue diabolique » émanant de sa composition.  Après avoir effectué quelques modifications, le retable est finalement destiné à une petite église provinciale (aujourd'hui à la Galerie des Offices à Florence).
L'Angelot jouant du luth de la Galerie des Offices, un fragment d'un retable perdu, et La Sainte Famille du musée d'Art du comté de Los Angeles, où les personnages sont représentés avec des accents dramatiques inhabituels, parfois irrévérencieux, dans des détails tels que la main squelettique de sainte Élisabeth , datent de la même période. Dans ces œuvres les couleurs se raréfient, le dessin atteint des sommets d'expressionnisme qui frisent la caricature, faisant même penser à l'expressionnisme allemand du XXe siècle pour son irrévérence et sa comédie implicite. Il s'agit d'une forme de protestation contre l'idéalisation canonique de la figure humaine de la Renaissance, une rupture, peut-être inconsciente, vers un art plus étrange, qui n'a pas peur d'être parfois cruel et déformant.

Vierge à l'Enfant en majesté avec les saints Jean baptiste, Antoine abbé, Étienne et Jérôme, 1518, Galerie des Offices, Florence
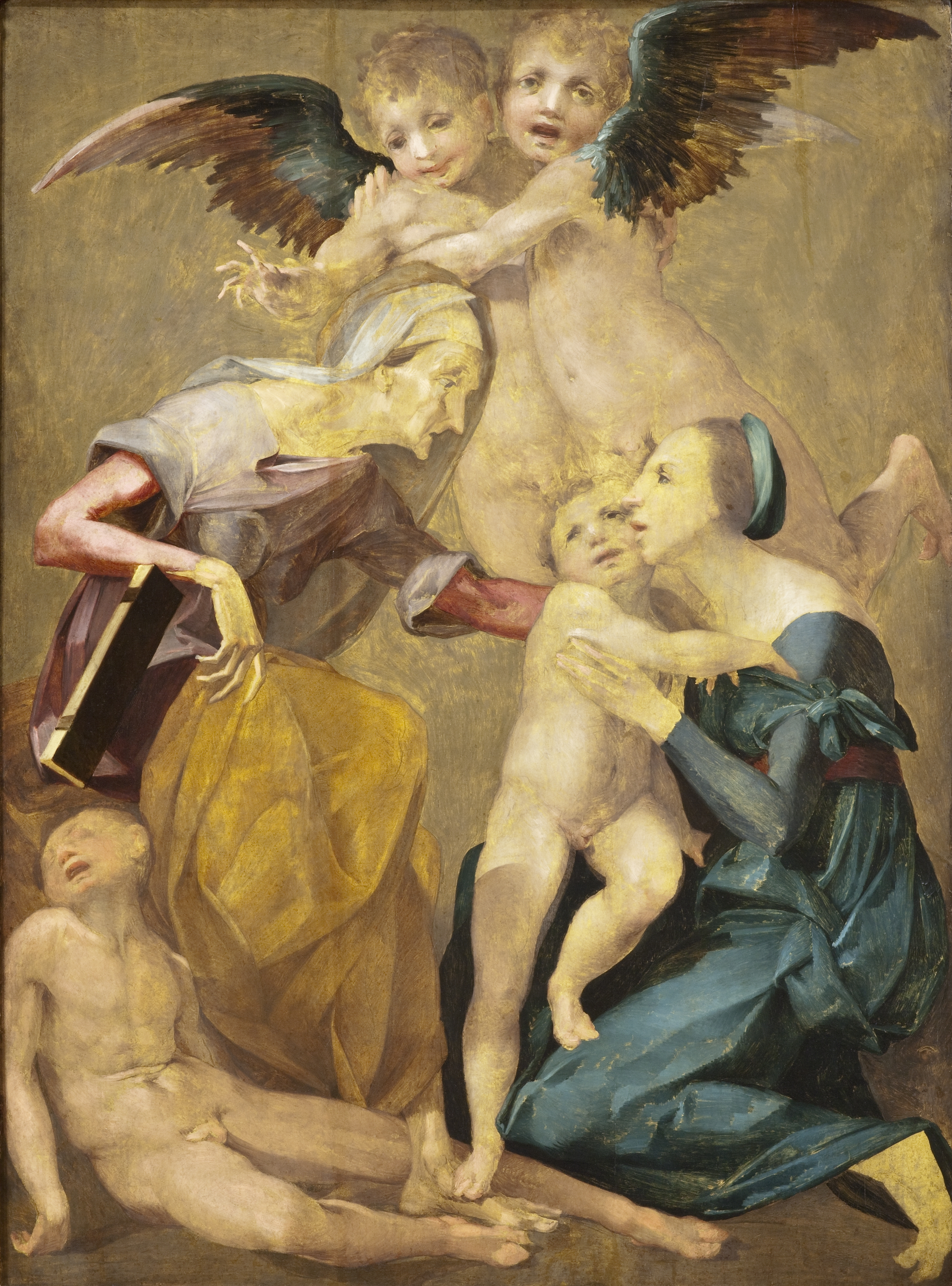
La Sainte Famille, vers 1522, Musée d'Art du comté de Los Angeles

### Piombino
En novembre 1518, une condamnation le contraint à indemniser l'un de ses créanciers et, incapable de payer, un mois plus tard, il est publiquement déclaré insolvable dans la ville par un avis. Pour cette raison, il doit rester éloigné de Florence pendant quelques années, trouvant cependant l'environnement des petites villes particulièrement propice à sa recherche sur le renouvellement radical du langage figuratif, loin des contraintes imposées par la bureaucratie florentine. En Toscane, ce « maître sans maître », ainsi qu'il se revendique par un art émancipé, prend les voies déroutantes de la modernité : inspiration étrange, dessin sous l'influence de Dürer et de Baccio Bandinelli, utilisation de couleurs aiguës ou stridentes.
Au cours de ces années, Rosso se rend à Piombino, convoqué par Jacopo V Appiani, pour qui il peint, selon Vasari, un « beau Christ mort », une « petite chapelle » et, peut-être, un portrait de Jacopo. Le retable s'est probablement trouvé sur l'autel de la Compagnie du Corps du Christ dans la cathédrale de Piombino, comme semble le confirmer un paiement des frères à l'artiste. Les Appiani sont également anti-Médicis et il est possible que Rosso cherche refuge contre ceux-ci car il est de foi politique républicaine et, très probablement, savonarolien. Il existe un intervalle de deux ans dans la biographie de Rosso, pendant lequel Natali émet l'hypothèse d'un possible voyage à Naples, sur la base d'une lettre de Summonte qui parle de la présence dans la ville d'un « Florentin Ioan Baptista » et de portraits de dames de la cour aragonaise qui pourrait être des originaux perdus de Rosso. La cour napolitaine est liée par parenté à celle des Appiani ; un portrait de Jeanne d'Aragon (1454-1517) de la main de Rosso est mentionné dans un inventaire des œuvres de Fontainebleau de 1625.

### Volterra

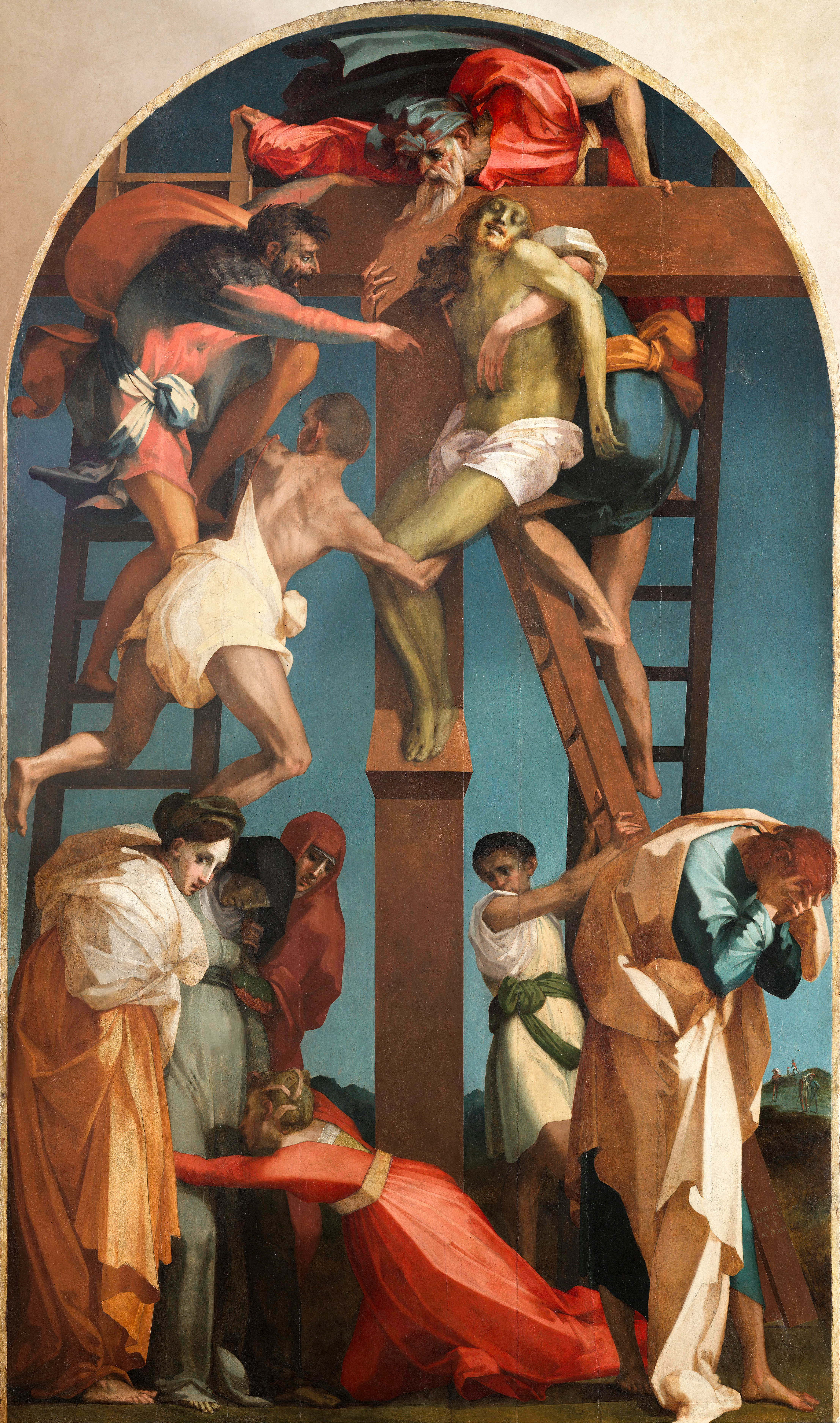
Déposition de Croix, 1521, Volterra, pinacothèque et musée Civique.

En 1521, il se rend à Volterra, où il revient également plus tard. Il y peint la Vierge et les saints pour l'église paroissiale de Villamagna, en plus d'une célèbre Déposition de Croix. 
La Déposition de Croix de Volterra (1521) est considérée comme son chef-d'œuvre, semblable dans la forme du panneau et dans les mesures, ainsi que dans le thème, à La Déposition de Pontormo ; elle en diffère cependant profondément dans la conception. Révélant ses recherches de formes synthétiques, Rosso obtient l'effet dramatique par les volumes anguleux qui facettent les personnages, par le mouvement convulsif de certains personnages et les couleurs rougeâtres intenses qui se détachent sur l'étendue uniforme du ciel. Les déformations des corps et des visages atteignent une exaspération extrême : le vieillard regardant d'en haut sur la croix a le visage contracté comme un masque. La disposition asymétrique des escaliers génère un mouvement violent, accentué par l'incertitude des appuis des hommes qui descendent le corps du Christ, tandis que la lumière frappe de droite avec force, créant de violents heurts de clair-obscur.

### Retour à Florence
Entre la fin de 1521 et le début de 1522,  Rosso Fiorentino retourne à Florence, où il exécute ses dernières commandes dans sa ville, comme l'Angelot jouant du luth (1521), la Pala Dei (1522), le Mariage de la Vierge (1523), une commande faite pour la basilique San Lorenzo de Florence qui atteste le succès du maître, et Moïse défend les filles de Jethro (vers 1522-1523), dont il fera don au roi de France François Ier .
Il s'agit d'œuvres commandées dans des milieux pro-républicains et d'obédience savonarolienne, dont l'artiste a pu se rapprocher. Vasari a rappelé une anecdote relative à cette période, selon laquelle Rosso est entré en conflit avec les frères de la basilique Santa Croce de Florence, adjacente à sa maison du corso de' Tintori, à propos d'un « petit singe », voleur de raisins et auteur de méfaits. Il n'est pas improbable que l'animal ait servi de modèle pour le visage de l'animal qui apparaît dans la Déposition de Sansepolcro.

### Rome
À la fin de 1523, ou au tout début de l'année suivante, accompagné de son inséparable élève Battistino et de « Bertuccione », Rosso quitte Florence pour se rendre à Rome. On suppose que l'artiste a déjà séjourné, vers 1511, pendant une très courte période, dans la cité papale. Cette fois, plusieurs raisons sont liées à son départ : l'élection récente d'un pape florentin, Jules de Médicis, qui est monté sur le trône sous le nom de Clément VII ; la recrudescence d'une peste endémique qui s'aggrave à Florence, la même qui provoque le départ d'Andrea del Sarto dans la campagne du Mugello et celui de Pontormo à la chartreuse de Galluzzo ; enfin, en 1522, Perin del Vaga revient de Rome à Florence, toujours à cause d'une peste. Ce retour a donné lieu à une dispute avec ses collègues florentins (dont Vasari parle également) pour savoir quelle est la culture figurative la plus récente, Perin del Vaga louant sans réserve cette grandiose « maniera moderna » mise en scène à la cour papale par Michel-Ange, Raphaël et les autres artistes, et allant jusqu'à accuser de manière provocatrice ses interlocuteurs d'un attachement excessif au passé. Il éveille ainsi suffisamment la curiosité de Rosso pour que celui-ci souhaite connaître directement ces merveilles.
L'arrivée de Rosso à Rome se présente sous les meilleurs auspices grâce au succès de certains de ses dessins envoyés là-bas ; la première commande qu'il l'attend est la fresque de la chapelle Cesi dans l'église Sainte-Marie-de-la-Paix de Rome, où il peint une Création d'Ève et un Péché Originel (1524), ainsi que le célèbre retable avec la Lamentation aujourd'hui à Boston. Dans ces œuvres, il rappelle de manière décisive l'art de Raphaël, celui de Michel-Ange dans les Histoires de la Genèse et l'Antiquité, en s'inspirant d'un goût nettement profane. Cependant, ces œuvres n'ont pas l'effet escompté, comme en témoigne Vasari, qui critique les fresques et parle d'œuvres « désorientées ». Ce jugement paraît excessif aujourd'hui, bien que les fresques ne comptent pas parmi ses meilleures réussites ; au contraire, la Lamentation est certainement un chef-d'œuvre, incroyablement équilibré entre le thème religieux et le développement profane, indéniablement sensuel dans le corps nu du Christ plein de références à Michel-Ange et à la statuaire antique.
Vasari se souvient encore d'une esquisse d'une Décapitation de saint Jean-Baptiste dans l'église San Giacomo de Scossacavalli, une œuvre qui a peut-être dû être complétée par un autre artiste car elle se trouvait sur un autel, mais dont les traces ont été perdues. En outre, Benvenuto Cellini se souvient avoir vu Rosso au château de Cerveteri, en tant qu'invité du comte d'Anguillara, probablement au cours de l'été 1524. Certains ont reconnu un possible portrait du comte dans le Portrait d'un homme avec un casque maintenant à Liverpool.
Le séjour de Rosso à Rome n'est pas des plus heureux, même s'il a  beaucoup de temps pour se consacrer à la préparation de dessins pour réaliser des gravures, comme en témoignent diverses séries pour Jean Jacques Caraglio : les trente et un Dieux dans des niches, les Douze Travaux d'Hercule, la soi-disant Furie, les Amours des Dieux, le Défi des Piérides (dont il existe également une version picturale attribuée au maître aujourd'hui au musée du Louvre), la Bataille des Romains avec les Sabins, des œuvres souvent d'une expressivité violente, dans lesquelles l'artiste a su mettre à profit toute son étude des statues classiques, notamment hellénistiques.
Ce bref séjour à Rome  lui fait découvrir les fresques de la chapelle Sixtine. C'est aussi l'émerveillement devant l'autre pilier fondateur, avec Michel-Ange, de la première maniera européenne, Raphaël et son école qui compte Perin del Vaga et Le Parmesan. Il s'épuise aussi à égaler les fresques à la mode Michel-Ange, comme le montre Moïse défend les filles de Jéthro.
Lors du sac de Rome par l'armée de Charles Quint, Rosso est d'abord capturé par les lansquenets allemands, harcelé (ses vêtements sont volés, il est humilié et contraint de travailler dur) et dépouillé de ses biens. Il réussit à se faire libérer la même année, et se réfugie à Borgo san Sepolcro. Contraint de fuir, il participe à cette diaspora d'artistes qui profite grandement aux centres périphériques d'Italie et d'Europe.

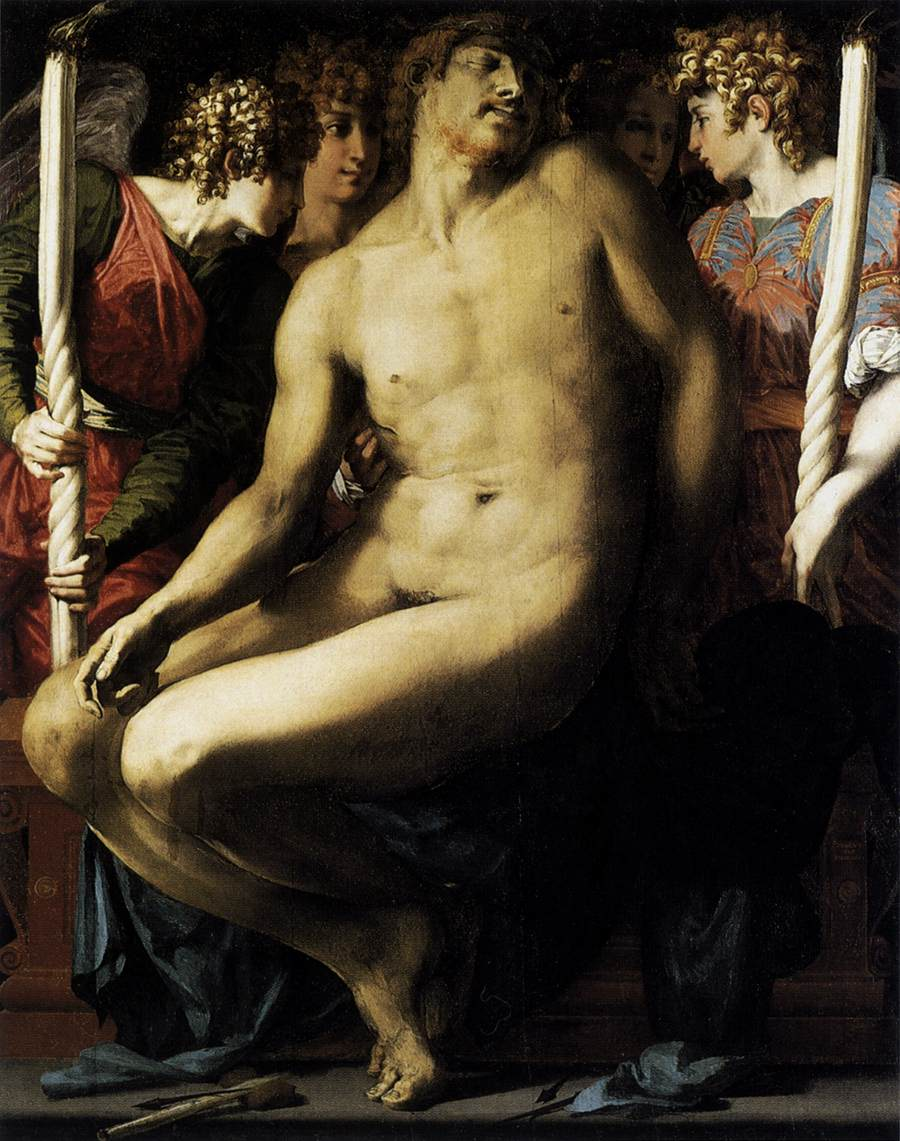
Le Christ parmi les anges ou la Lamentation, vers 1525-1526, musée des Beaux-Arts de Boston.
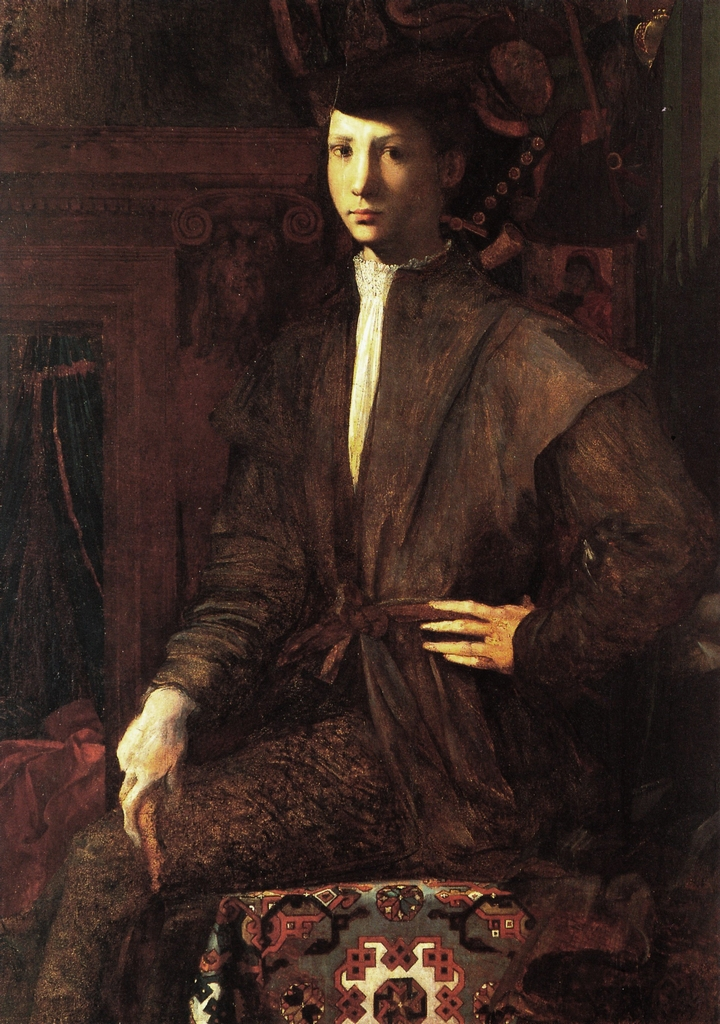
Portrait d'un jeune homme assis sur un tapis, vers 1524-1526, musée de Capodimonte.

### Pérouse et Sansepolcro

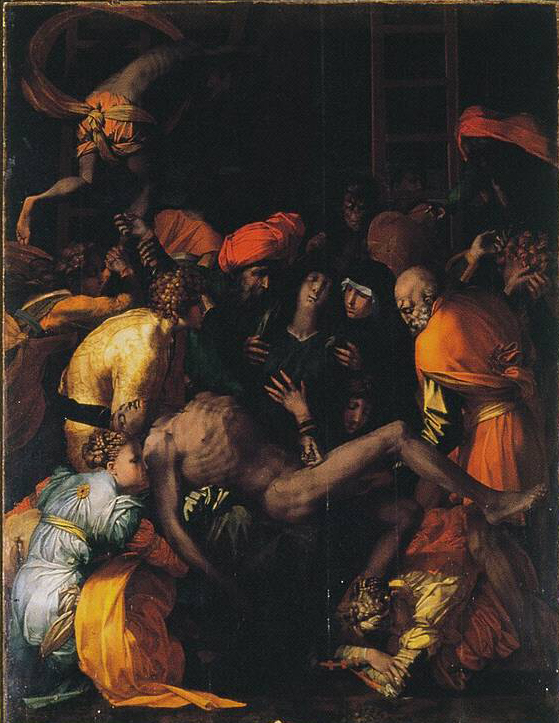
Déposition du Christ, 1527-1528.

Il mène ensuite trois années de vie errante et difficile entre Pérouse, Borgo San Sepolcro, Città di Castello, Arezzo, où il se fait toutefois remarquer par une peinture de manière affirmée, assimilant la leçon romaine à son inspiration pathétique : couleur brillante, art du clair-obscur, hardiesse et variété dans le plan d'ensemble, notamment la peinture de groupes représentés.
Rosso s'enfuit à Pérouse, où Vasari rappelle qu'il laisse un carton perdu pour une Adoration des mages, en remerciement de l'hospitalité du peintre Domenico Alfani. Il reste de l'œuvre une version imprimée de Cherubino Alberti et le retable qu'Alfani en a fait pour l'église Santa Maria dei Miracoli à Castel Rigone, aujourd'hui dans un lieu inconnu.
Il reste en Ombrie le temps nécessaire pour trouver un autre domicile, puis s'installe à Sansepolcro, sous la protection de l'évêque Leonardo Tornabuoni, pour qui il avait déjà peint le Christ parmi les anges à Rome. Les relations entre les deux compatriotes doivent être bonnes : ils sont presque du même âge et ont tous deux fui Rome après le sac. Le 23 septembre 1527, il reçoit une importante commande de la Compagnie locale de Santa Croce, sur l'intercession de l'évêque Tornabuoni, pour peindre un retable avec le Christ déposé, encore une fois le thème déjà traité à Rome. La mission avait été confiée au peintre local Raffaellino del Colle et c'est lui-même, contrairement à la volonté de ses frères, qui la confie généreusement à Rosso, afin que « quelque chose de lui reste dans la ville », comme le rappelle Vasari. Il est très probable qu'en guise de remerciement, Rosso ait dû faire don d'une série de dessins à son collègue, un peu comme ce qui s'était passé à Pérouse ; des traces d'une influence assez marquée de Rosso peuvent être trouvées, par exemple, dans le Couronnement de la Vierge de Raffaellino (1526-1527, aujourd'hui au musée municipal de Sansepolcro), dans lequel se trouvent des figures « à la romaine », une Madeleine qui rappelle la sainte agenouillée du Pala Dei avec un irisé et un gonflement sans précédent des draperies, surtout dans celles de la sainte.
Entre 1527 et 1528, il réalise l'inquiétante Déposition du Christ, aujourd'hui dans l'église San Lorenzo à Sansepolcro, qui marque l'histoire de la peinture maniériste.

### Città di Castello

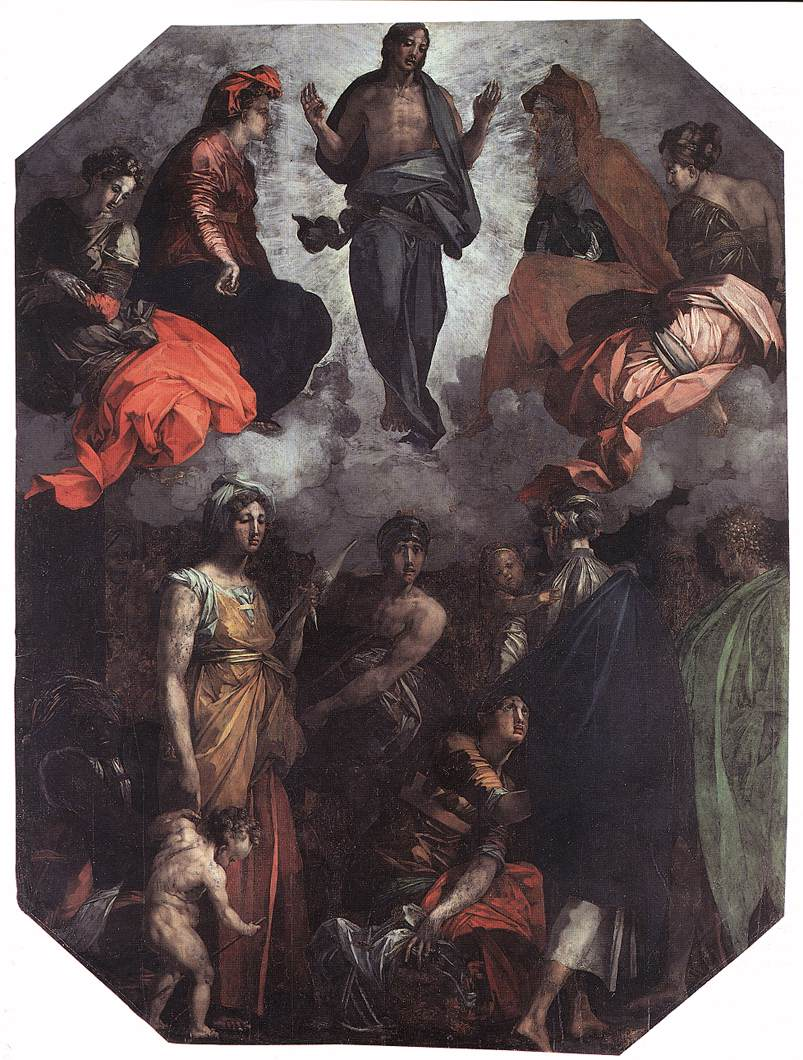
Le Christ ressuscité en gloire, 1528-1530, museo del Capitolo del Duomo di Città di Castello.

Rosso Fiorentino se trouve à Arezzo au début du printemps 1528, où il rencontre Giorgio Vasari, âgé de dix-sept ans, à qui il donne un dessin pour une Résurrection, peinte plus tard par le jeune homme pour Lorenzo Gamurrini et aujourd'hui perdue.
Le 1er juillet de la même année, il se trouve à Città di Castello pour la signature du contrat pour un grand retable pour la Compagnie locale du Corpus Domini, qui comprend un Christ « ressuscité et glorieux », quatre saintes et, en bas, « des figures plus nombreuses et différentes qui désignent et représentent le peuple, avec ces anges qu'il [le peintre] semble accueillir », le Christ ressuscité en gloire conservé au museo del Capitolo del Duomo di Città di Castello. Le toit de la pièce donnée au peintre comme atelier s'effondre, endommageant le support (comme on peut encore le constater aujourd'hui sur les planches du panneau), puis Rosso a une telle fièvre qu'il retourne au plus vite à Sansepolcro, un lieu plus convivial . Cependant, il tombe encore plus malade de fièvre quarte, raison pour laquelle il s'installe à Pieve Santo Stefano « pour prendre l'air » : il est probable qu'il y conçoive le dessin avec la Lapidation de saint Étienne à partir duquel Cherubino Alberti fit une gravure. Il repasse par Arezzo et s'installe finalement à Sansepolcro, d'où il complète le panneau de Città di Castello, sans jamais le montrer aux clients lors de l'exécution, comme le rappelle Vasari : cette précaution était peut-être dictée par la peur d'un énième refus de l'œuvre, compte tenu de l'état semi-fini de nombreux personnages et de l'évolution de certaines conditions prévues dans le contrat, comme l'absence d'anges dans l'œuvre finie.
Deux projets pour autels sont également habituellement évoqués à cette période, tous deux au British Museum (nos 1948-4-10-15 et p. 2-19), dans lequel Rosso démontre une pratique notable du dessin d'architecture (également mentionné par Vasari), qu'il mettra davantage à profit peu de temps après en France .

### Fresques de l'église de la Madonna delle Lacrime
Rosso participe également à la décoration des fresques de l'église de la Madonna delle Lacrime à Arezzo, aujourd'hui connue sous le nom d'église Santissima Annunziata, avec le peintre qui l'héberge pendant l'interruption forcée du travail à Città di Castello, Benedetto Spadari, et un autre ami également artiste, Giovann'Antonio Lappoli. En effet, la commande à Niccolò Soggi est révoquée le 22 mars 1528, en raison du mécontentement des clients ; le 24 novembre de la même année elle est réattribuée à Rosso, qui s'engage, avec Lappoli comme garant, à terminer la décoration dans les vingt-six mois, sans assumer aucune autre mission que celle du retable de Città di Castello déjà en cours. Il se met au travail en produisant de nombreux dessins, dont beaucoup ont survécu, qui ont été vus, copiés et décrits par Vasari.
Cependant, lorsque le 17 septembre 1529, le gros des troupes florentines protégeant Arezzo se retire dans la capitale pour se protéger de l'attaque imminente des troupes impériales, Rosso, toujours marqué par les événements traumatisants du sac de Rome deux ans plus tôt, ne se sent pas en sécurité dans la ville et se réfugie de nouveau à Sansepolcro, laissant les dessins et les cartons de la Madonna delle Lacrime dans la citadelle, ou dans la forteresse, comme le rappelle Vasari et comme l'atteste plus tard avec précision un inventaire du 12 mars 1532 quand, une fois la paix étant revenue, deux coffres dans la Compagnie locale de la Santissima Annunziata sont ouverts. De nombreux dessins, quelques vêtements et quelques livres sont répertoriés, ce qui permet de reconstituer sa bibliothèque, du moins celle qu'il n'emportait pas avec lui : l'Naturalis historia de Pline l'Ancien, un volume relié identifiable avec la Corne d'abondance de Niccolò Perotti, deux « livres » indéfinis, Le Livre du courtisan de Baldassare Castiglione, le De architectura de Vitruve et un livre de dévotion à la Vierge.

### Départ pour la France

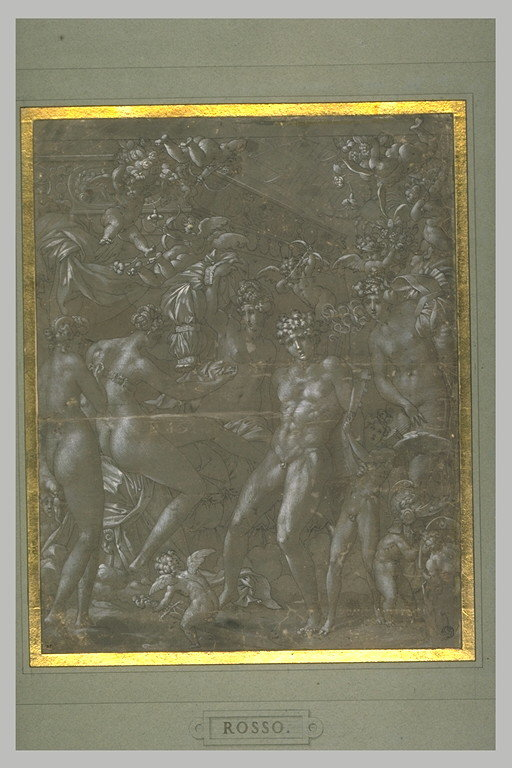
Mars désarmé par Cupidon, et Vénus dévêtue par les nymphes et les amours, INV 1575, Recto, musée du Louvre.

Vasari se souvient avoir discuté explicitement avec Rosso des opportunités que la cour de France offre dans ces années-là aux artistes italiens (toscans en particulier), à tel point qu'il rapporte le dialogue dans les Vies dans lequel il se souvient comment Rosso « avait toujours eu un caprice de finir sa vie en France et d'échapper, comme il le disait, à une certaine misère et pauvreté vécue par les hommes qui travaillent en Toscane et dans les pays où ils sont nés ». La possibilité de s'éloigner de Sansepolcro est accélérée par un événement qui jette une mauvaise image du peintre dans la ville : le Jeudi saint 1530 (14 avril), un de ses élèves est surpris dans une église en train d'allumer un feu avec de la poix grecque pour pratiquer la pyromancie. Selon Vasari, Rosso, qui est probablement avec lui, s'enfuit pendant la nuit et, en passant par Pesaro, se réfugie à Venise.
Dans ces années-là, la ville lagunaire est le refuge de nombreux Florentins anti-Médicis, dont beaucoup prennent ensuite la route de la France où ils trouvent la protection de François Ier : c'est le cas de Luigi Alamanni, Zanobi Buondelmonti, Antonio Brucioli et bien d'autres intellectuels ; Michel-Ange lui-même fuit le siège de Florence (1529-30) et a l'intention de se rendre en France bien que l'occasion ne se soit pas matérialisée.
Rosso est hébergé par Pierre l'Arétin. Il saisit une commande de François Ier qui célèbre le mariage du roi avec Éléonore de Habsbourg. Rosso choisit de peindre une allégorie Mars et Vénus, une allusion à la récente paix des Dames : le roi, comme Mars, abandonne les armes pour Vénus. Avec la recommandation de Pierre l'Arétin, premier conseiller artistique du souverain à Venise et en Italie, le souverain Très Chrétien charmé remercie et appelle l'artiste à la cour de France. Rosso choisit l'exil et arrive à Paris en octobre 1530.
Certains émettent l'hypothèse que c'est Michel-Ange lui-même, en quittant Venise, qui recommande son compatriote Rosso à l'ambassadeur de France Lazare de Baïf.

### À Paris et Fontainebleau

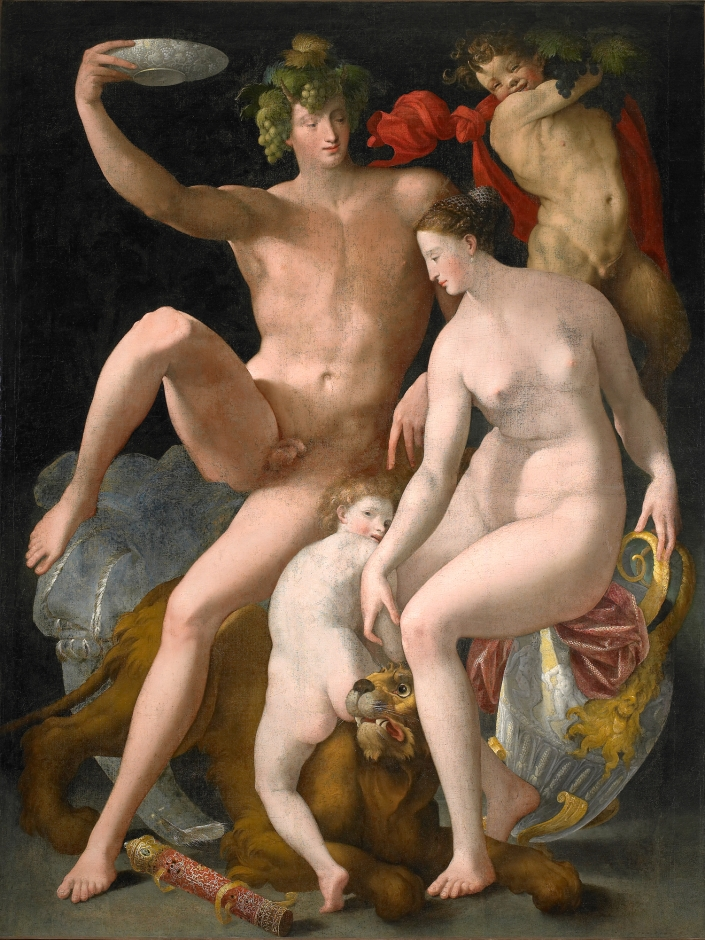
(attr.), Bacchus, Vénus et Amour, vers 1535-1539.

Accueilli par le roi, un admirateur de l'art italien, qui, selon Vasari, est impressionné non seulement par son art, mais aussi par ses qualités personnelles et sa manière d'être, et est conquis par cet artiste cultivé et musicien, Rosso Fiorentino reçoit pratiquement immédiatement une commande de 400 écus, une maison à Paris, où il vit pendant une courte période, passant la majeure partie de son temps au château de Fontainebleau, et est nommé comme chef général de toutes les « fabriques » royales de peintures et d'ornements : une telle nouvelle présuppose que la renommée de Rosso auprès du roi est déjà connue grâce aux Florentins et aux Arétins présents à sa cour, à la fois comme peintre et comme architecte. François Ier possède depuis des années l’original de Moïse défend les filles de Jéthro, ainsi que d’autres œuvres qui furent ensuite perdues ou dispersées. Parmi celles-ci, un inventaire de 1625 mentionne une Judith avec la tête d'Holopherne (dont il reste une version imprimée par René Boyvin), une Contestation des Piérides (peut-être au musée du Louvre), Léda avec le cygne dessiné par Michel-Ange (peut-être celle à la National Gallery de Londres), et le petit tableau avec Mars et Vénus dont un dessin reste au Louvre. Parmi les premiers projets réalisés pour le roi, figure peut-être la conception d'un relief sculptural des Saints Pierre et Paul (connu par les gravures).
Outre la biographie de Vasari, il existe des traces écrites du succès de Rosso à Fontainebleau, dans la correspondance de Michel-Ange, comme la lettre que lui envoie de Plaisance Antonio Mini (1531), qui rappelle comment certains Florentins revenant de la cour de France trouvèrent Rosso « grand maître de l'argent et autres provisions », ou celle envoyée de Lyon où est réitéré la « plus grande provision », ou encore celle du 2 janvier 1532, également de Lyon, dans lequel on rapporte qu'il fut vu à cheval parmi tant d'autres serviteurs et avec ses selles recouvertes de riches tissus.
Malgré la richesse des documents, les dix années de travail de Rosso en France sont pour la plupart méconnues. Deux tableaux sont décrits en détail par Vasari comme ayant été peints immédiatement après l'arrivée du peintre en France et avant celle du Primatice (1532). Si l'on sait peu ou rien de Amour et Psyché, que l'on peut peut-être identifier dans Amour et Vénus dont un dessin est conservé au Louvre, Bacchus et Vénus est identifié avec prudence dans le tableau de Bacchus, Vénus et Cupidon du Nationalmusée um Fëschmaart de Luxembourg.
Le roi le comble de largesses et lui confie la décoration du château de Fontainebleau, où il commence à travailler sur le pavillon de Pomone (1532-1535, au premier étage, n'existant plus aujourd'hui), dont il conçoit probablement l'architecture, ainsi que le décor de fresques avec des Histoires de Vertumne et Pomone avec le Primatice. Il travaille ensuite sur le pavillon des Poesles et la galerie basse (tous détruits). Pendant près d'une décennie, Rosso tout en créant des œuvres indépendantes dirige la décoration de Fontainebleau.

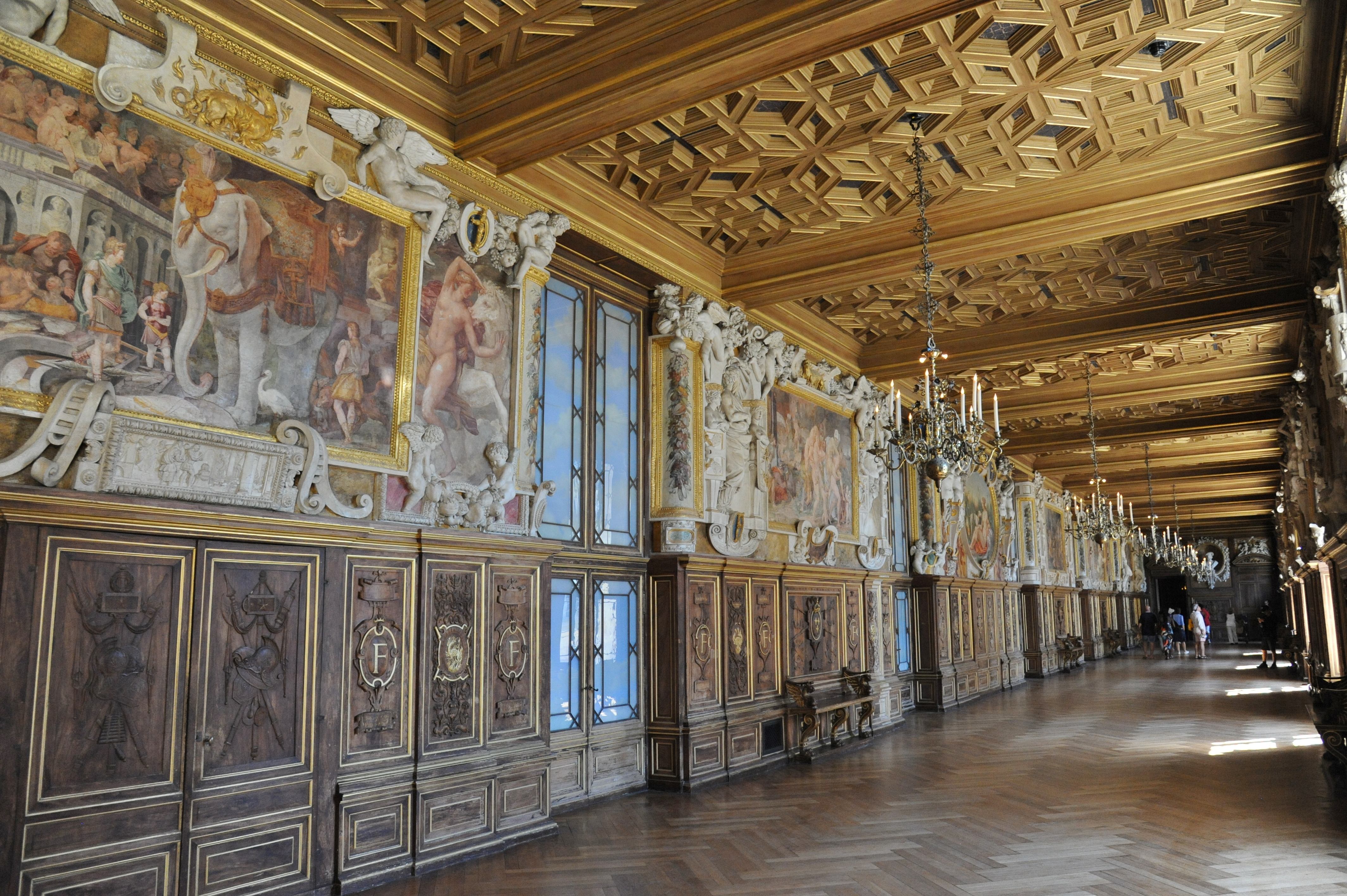
Château de Fontainebleau, galerie François Ier.

La décoration de la grande galerie François-Ier (1533-1539) demeure son chef-d’œuvre : Rosso et ses nombreux collaborateurs exécutent à la gloire du roi un programme iconographique complexe composé de douze fresques principales (1536-1539) enchâssées dans un ensemble inédit de stucs déclinés en bas-reliefs, demi-reliefs, haut-reliefs, quasi ronde-bosses (1533-1536). L'architecture est achevée en 1530 et la décoration commencée entre 1533 et 1535, est complexe un ensemble composite de symboles et d'allusions triomphalistes. Première œuvre du genre en France, elle est difficilement lisible aujourd'hui en raison des nombreuses repeintures et modifications intervenues au fil des siècles. À l'étranger, la recherche de Rosso sur la couleur, sur le mouvement, son originalité à tout prix, se sont atténués, réalisés de manière plus épurée et élégante.
Parmi les aides qui collaborent avec lui en France, figurent Lorenzo Naldini, Domenico del Barbieri, Lionardo Fiammingo, Francesco Caccianemici, Giovan Battista Bagnacavallo et Luca Penni. 
Le roi le nomme Premier peintre du Roi et lui confère en 1532, le statut de chanoine de la Sainte-Chapelle et en 1537 de la cathédrale Notre-Dame de Paris. Vasari a rappelé comment l'artiste a réalisé de nombreuses œuvres en France, parmi lesquelles des dessins de « salières, vases, bassines et autres bizarreries », des projets « de vêtements pour chevaux, de mascarades, de triomphes et de toutes les autres choses qu'ils peuvent imaginer, et avec une telle étrangeté et des fantasmes bizarres qu'il n'est pas possible de faire mieux ». Il ne reste aujourd'hui que très peu de choses de toutes ces réalisations, mis à part les dessins préparatoires à l'attention de ses collaborateurs ou graveurs Fantuzzi, René Boyvin ou l'inconnu maître L.D, quelques feuilles (comme La Première vision de la mort de Laura de Pétrarque, 1534, Christ Church Picture Gallery, Oxford) et quelques gravures tirées de ses projets (comme les Costumes des Trois Destins de Pierre Milan).
Il ne reste qu'une seule œuvre qui peut être attribuée avec certitude à la main de Rosso de la période française, Le Christ mort du musée du Louvre, peint pour le connétable Anne de Montmorency (1493-1567), où ses armoiries apparaissent,.

### Mort
Les sources françaises restent muettes sur la mort de Rosso Fiorentino, tandis que Vasari décrit un soudain retournement de situation qui le conduit au suicide. Rosso, avare, accuse injustement du vol de ses économies son ami fidèle, le peintre Francesco di Pellegrino (? - Paris, 1552), qui subit la torture, mais sauve son innocence. Rosso est assailli par un sentiment de culpabilité, dû également à la réaction violente de l'accusé, dont il a aussi perdu l'amitié. Ayant obtenu un poison très puissant, il se suicide le 14 novembre 1540. Beaucoup ont exprimé des doutes sur cette information de Vasari, qui s'appesantit sur cette fin tragique, mais si elle n'est pas confirmée par des documents, elle ne peut pas être non plus réfutée.
Toutes les œuvres qui lui avaient été commandées à la cour sont alors confiées au Primatice, son adjoint bellifontain depuis 1532, qui donne naissance, poursuivant l'œuvre de Rosso, à l'école de Fontainebleau. Le Primatice, de plus en plus son rival autoritaire et affiché, supprime après 1540, sous prétexte d'agrandissement ou de sa prédilection pour la sculpture en piédestal, nombre d'œuvres décoratives du maître roux.

## Œuvres

### Peintures

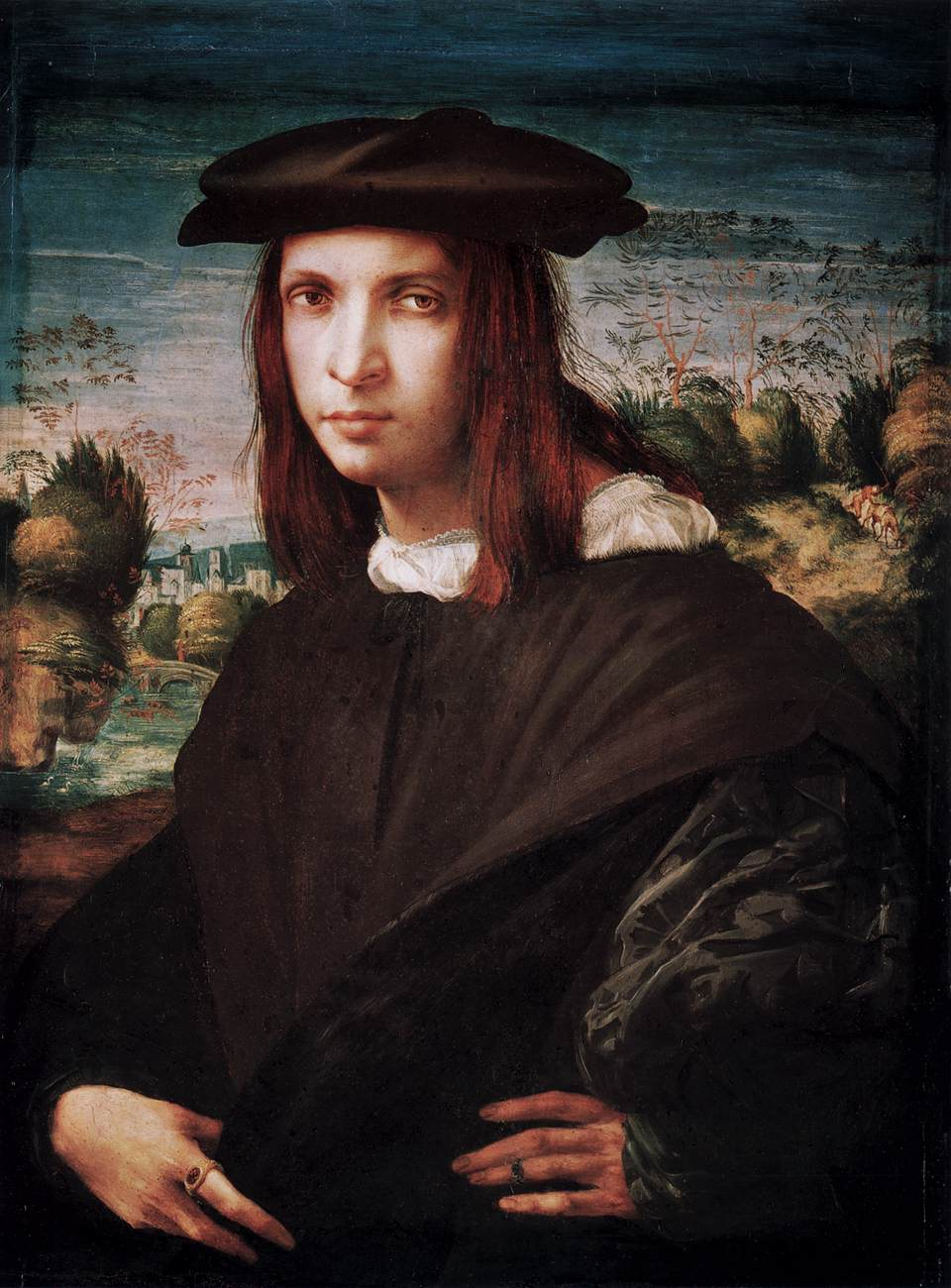
Jeune Homme (1517-1518, Gemäldegalerie (Berlin)).
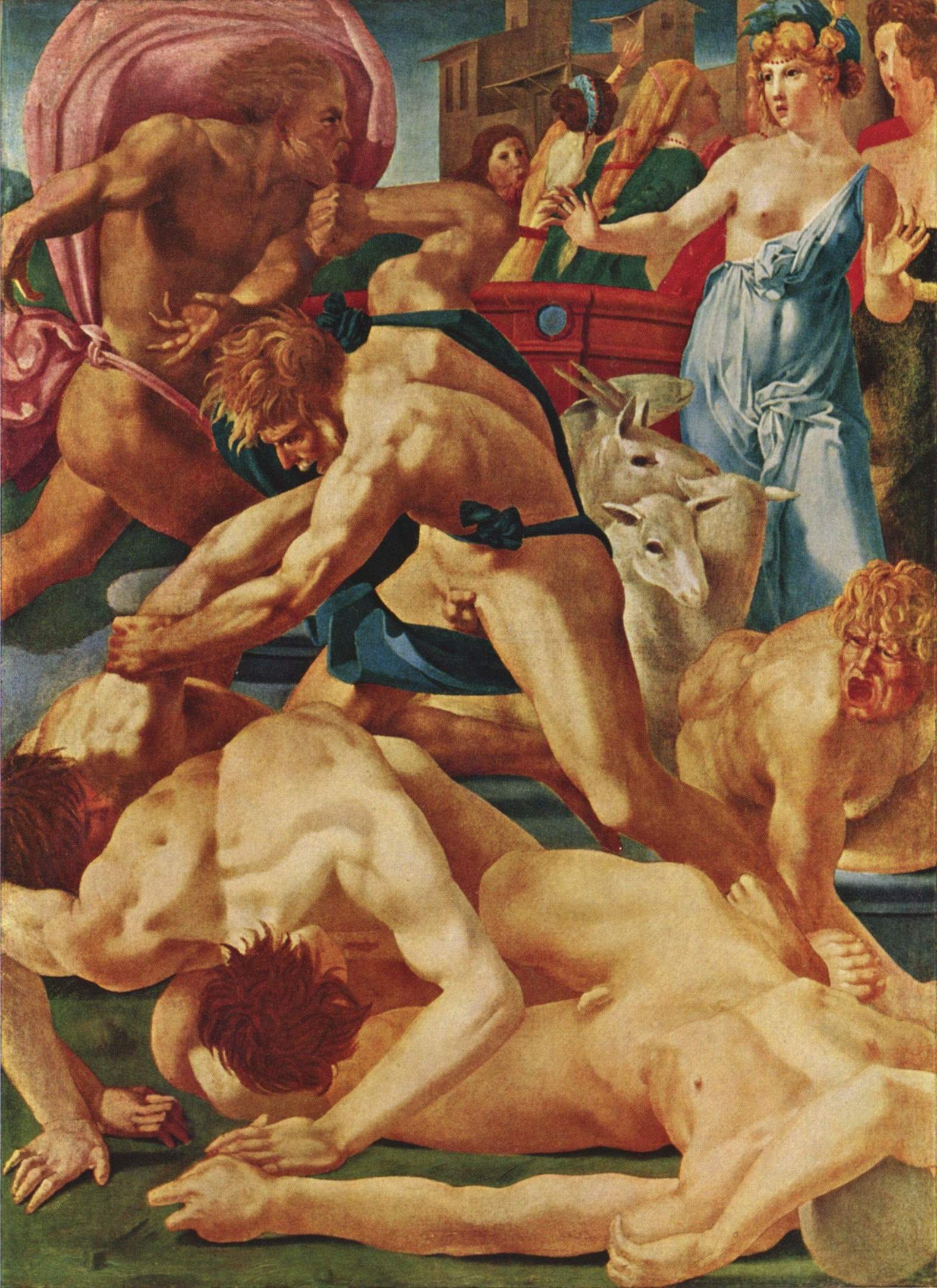
Moïse défend les filles de Jethro (vers 1523, Les Offices, Florence).
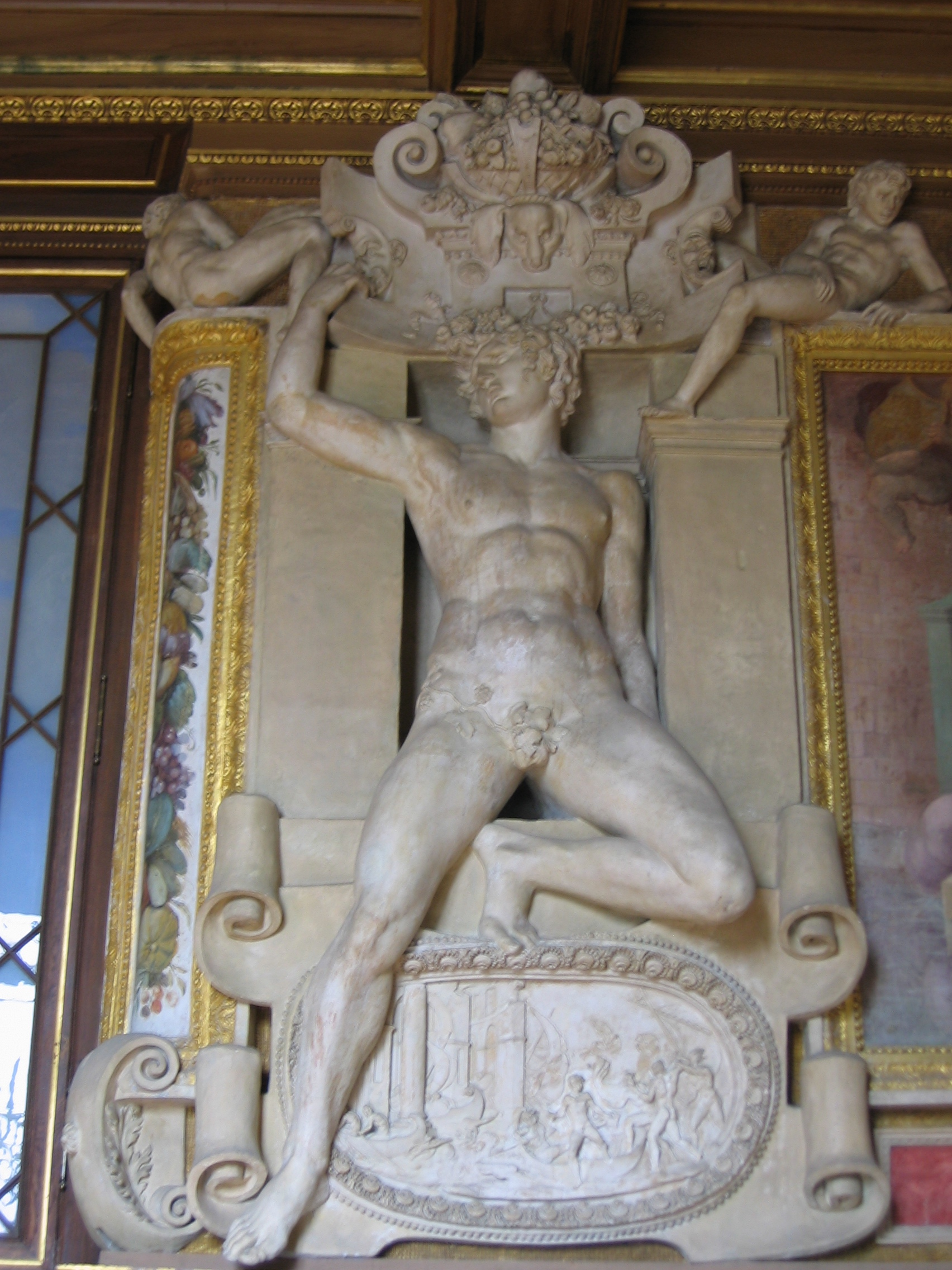
Stuc représentant un jeune homme de la galerie François-Ier.
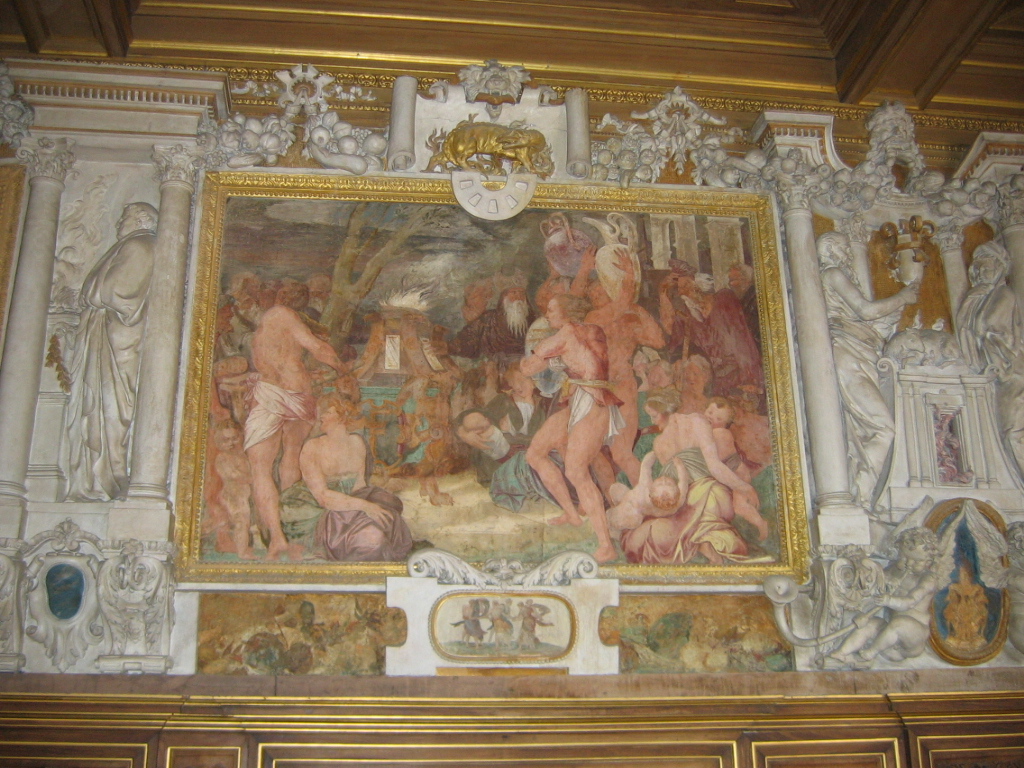
Le Sacrifice de la galerie François-Ier par Rosso Fiorentino à Fontainebleau (1534-1539).
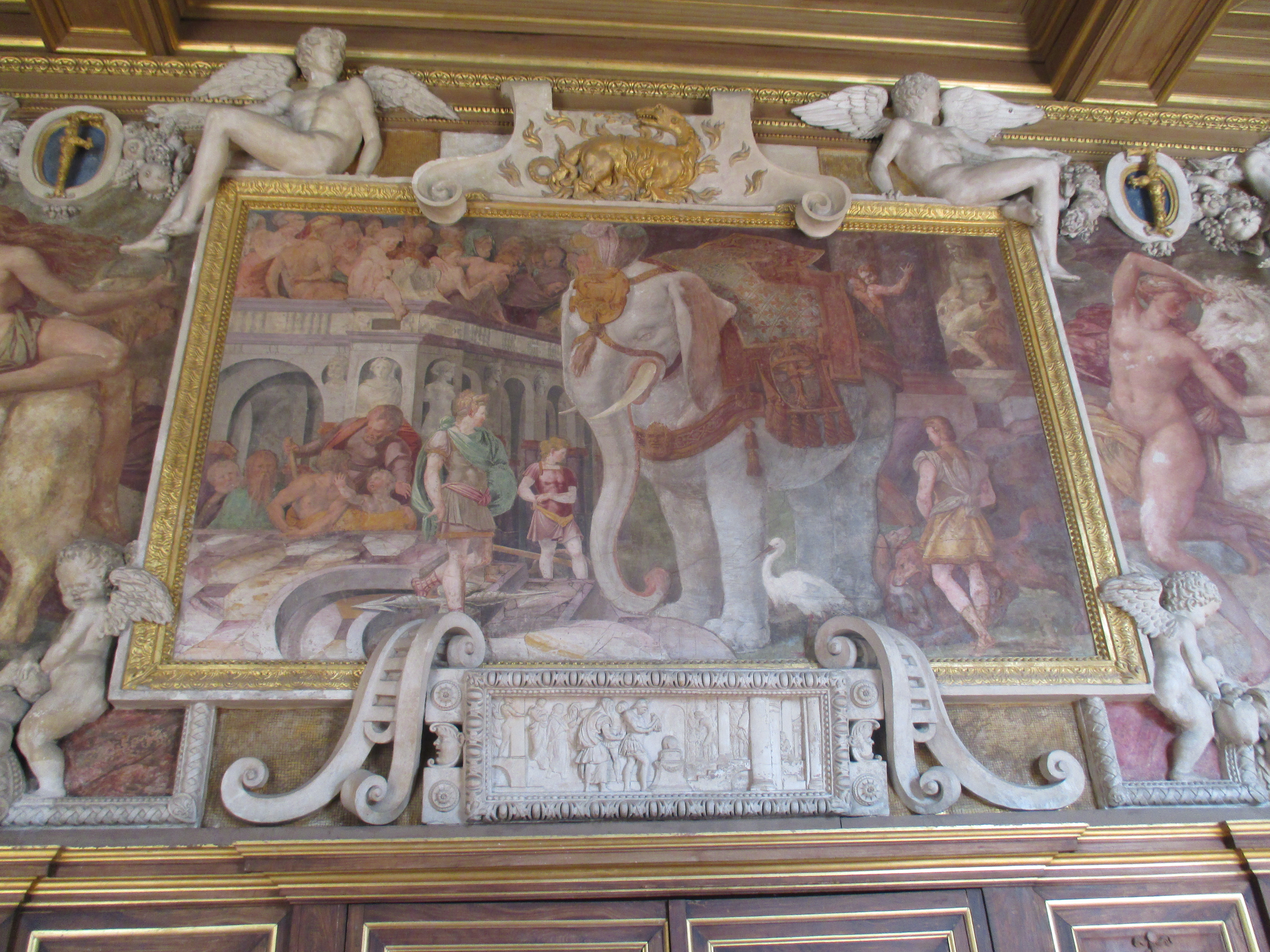
Éléphant à fleurs de lys de la galerie François-Ier par Rosso Fiorentino à Fontainebleau (1534-1539).

- Portrait de jeune fille, 1515, peinture, Musée des Offices, Florence[36].
- Fresque du cycle des épisodes de la vie de la Vierge ou Storie della Vergine (1517), au cloître de l'Annunziata, à Florence.
- Vierge aux anges, huile sur bois transférée sur toile, 1517, Musée de l'Ermitage,  Saint-Pétersbourg
- Vierge et l'Enfant en majesté, aux côtés de saint Jean-Baptiste, saint Antoine abbé, saint Étienne et saint Jérôme (Madonna con quattro santi) (1518), peinture sur bois, 172 × 141 cm, Galerie des Offices, Florence.
- Jeune Homme, 1517-18, 82 × 60 cm, Gemäldegalerie (Berlin)
- Portrait d'un jeune homme tenant une lettre, 1518, National Gallery, Londres[37].
- Marie et l'Enfant Jésus, Élisabeth et son fils Jean (Madonna col Bambino sant'Elisabetta (ou sant'Anna?) e san Giovannino) (1520), Country Museum of Art, Los Angeles.
- Chevalier de Saint-Jean, 1520, National Gallery, Londres.
- Portrait d'homme en noir, 1520-1522, Musée des Offices, Florence.
- Déposition de Croix  (1521), huile sur bois, 133 × 196 cm, Pinacothèque communale, Volterra.
- Vierge entre deux saints (Madonna con due santi) (1521), église paroissiale (Chiesa Parrocchiale), Villamagna.
- Angelot jouant du luth, 1521-1524, peinture sur bois, 39 × 47 cm, Musée des Offices, Florence. Fragment de retable.
- Vierge à l'Enfant avec dix saints (Pala Dei), 1522, peinture sur bois, 350 × 259 cm, Galerie Palatine, Palais Pitti, Florence ; commandée par la famille Dei pour la Basilique Santo Spirito.
- La Vierge accompagnée de plusieurs saints, au palais Pitti de Florence.
- Moïse défendant les filles de Jethro, v. 1524, huile sur toile, 160 × 117 cm, Musée des Offices, Florence.
- Le Mariage de la Vierge (Lo sposalizio della Vergine) (1523), San Lorenzo, Florence.
- Le Défi des Piérides (1523-27), transposé de bois sur toile, 31 × 63 cm, Musée du Louvre, Paris[38].
- Le Péché originel (I peccati) (1524), chapelle Cesi, église Sainte-Marie de la Paix, Rome.
- La Création d'Ève (1524), chapelle Cesi, église Sainte-Marie de la Paix, Rome.
- Le Christ à la rencontre des anges (Cristo con angeli) (1524-1527), musée des beaux-arts de Boston.
- Portrait d'un jeune homme assis sur un tapis, v. 1527, huile sur toile, 120 × 86 cm, musée Capodimonte de Naples.
- Déposition  (1527-1528), église San Lorenzo, Sansepolcro.
- La Mort de Cléopâtre (vers 1525-1530), Musée Herzog Anton Ulrich, Brunswick.
- La Transfiguration, retable au dôme de Città di Castello.
- Léda courtisée par le cygne, Leda e il Cigno (1530), Royal Academy, Londres.
- Bacchus, Vénus et Cupidon (1531-1532), huile sur toile, 209 × 161 cm, musée national d'histoire et d'art de Luxembourg.
- Christ mort entouré de deux anges ou Christ en homme de douleurs, 1530-1540, transposée de bois sur toile, 127 × 163 cm, Musée du Louvre (inv. 594), Paris ; peinte alors que Rosso était au service du roi de France[38].
- La décoration de la Galerie François-1er du château de Fontainebleau (1533-1539), comprenant l'ensemble des stucs et les grandes fresques :
  - La Vénus Frustrée et le Combat des Centaures et des Lapithes
  - L'Éducation d'Achille et La Jeunesse perpétuelle perdue par les hommes
  - Le Naufrage et La Mort d'Adonis
  - La Piété filiale/L'Incendie de Catane et Cléobis et Biton
  - L'Éléphant royal et L'Unité de l'état
  - Le Sacrifice et L'Ignorance chassée

### Dessins

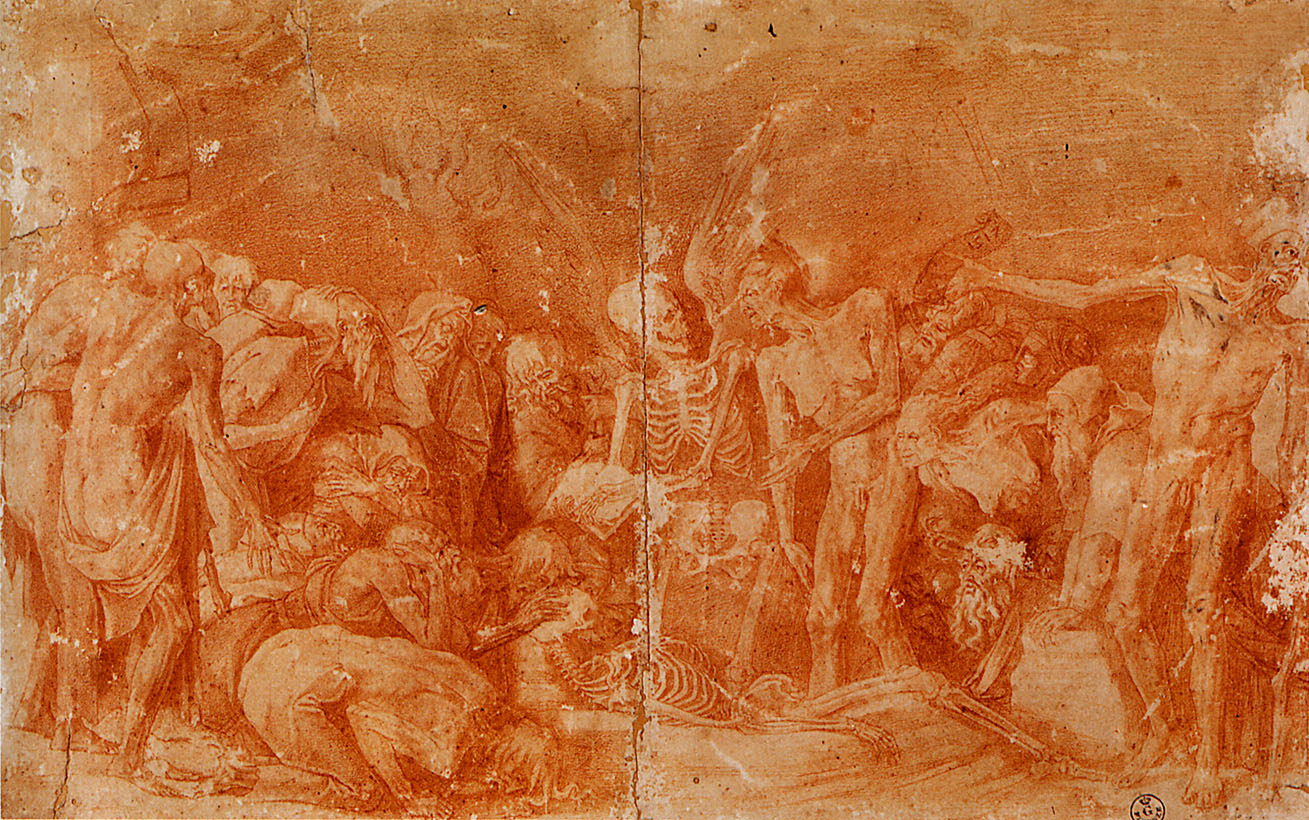
Allégorie macabre (années 1520, Galerie des Offices)
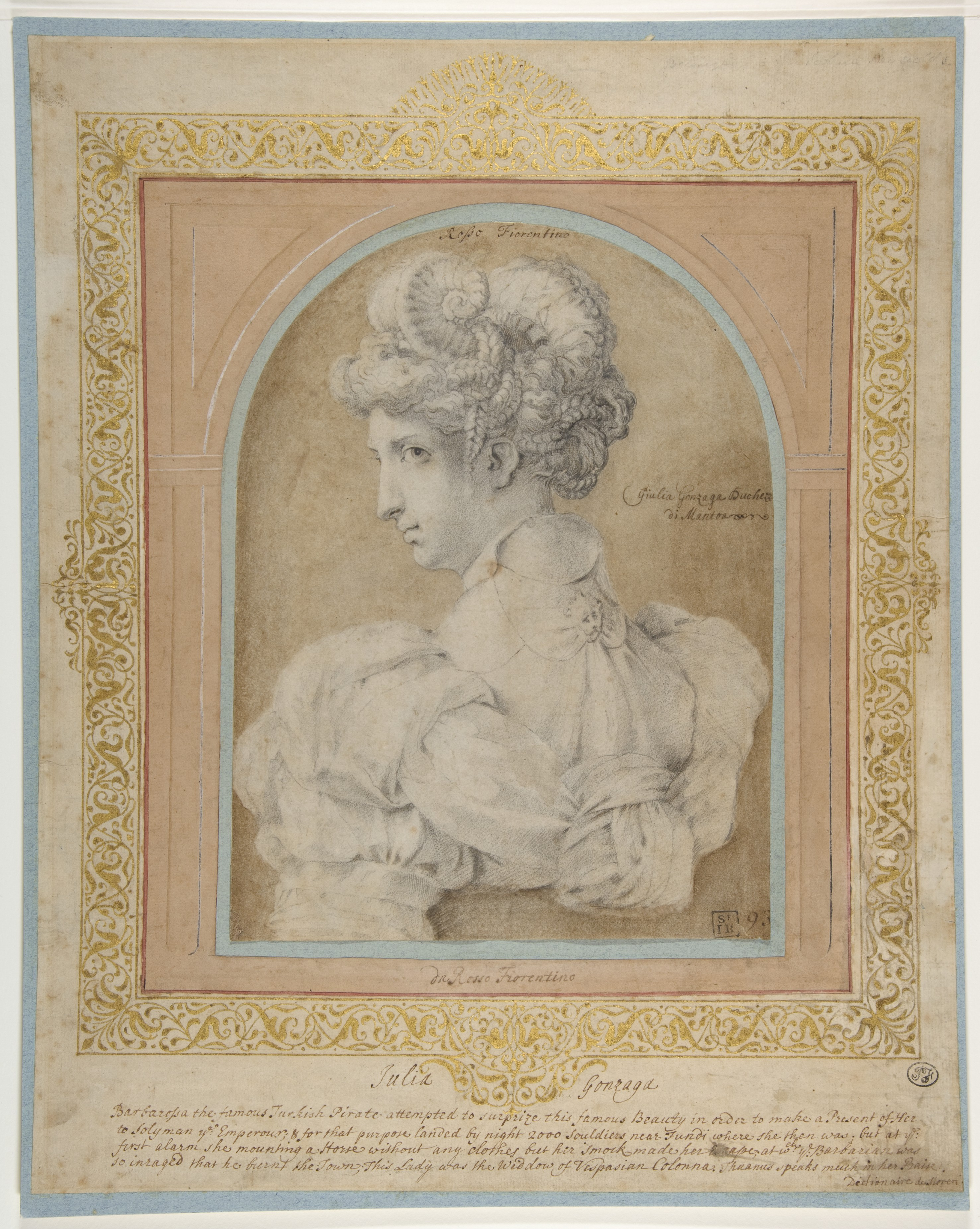
Buste de femme à la coiffure élaborée (1530, Metropolitan Museum of Art)
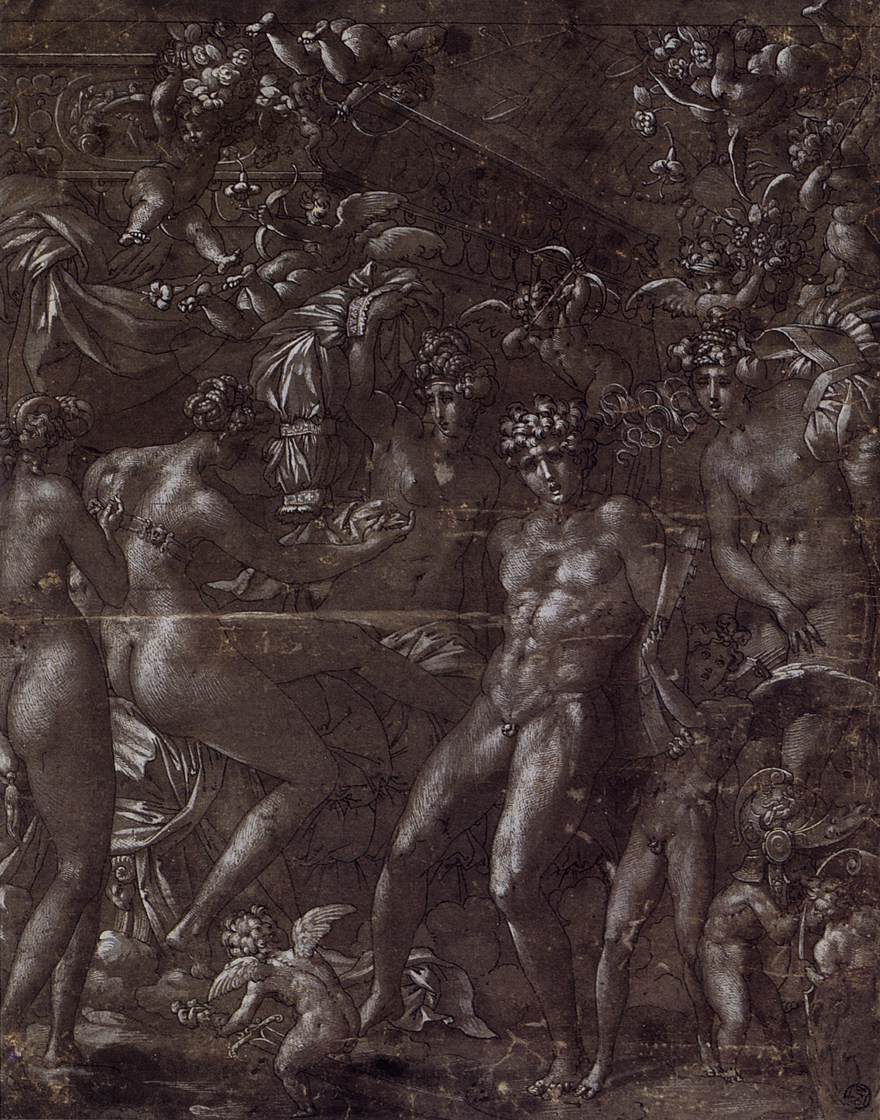
Mars et Vénus (1530, musée du Louvre)
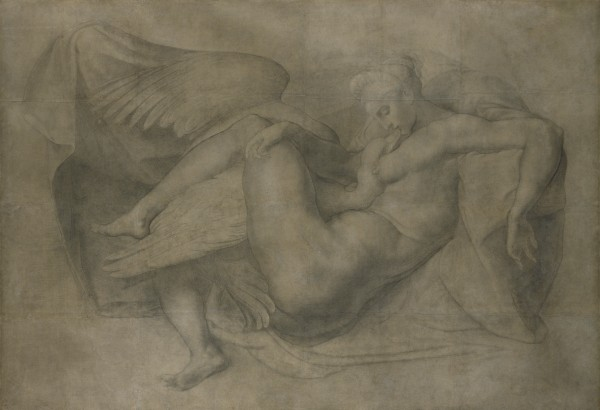
Léda et le Cygne, d'après Michel-Ange (années 1530, Royal Academy)
Judith avec la tête d'Holopherne (1535-40, LACMA)
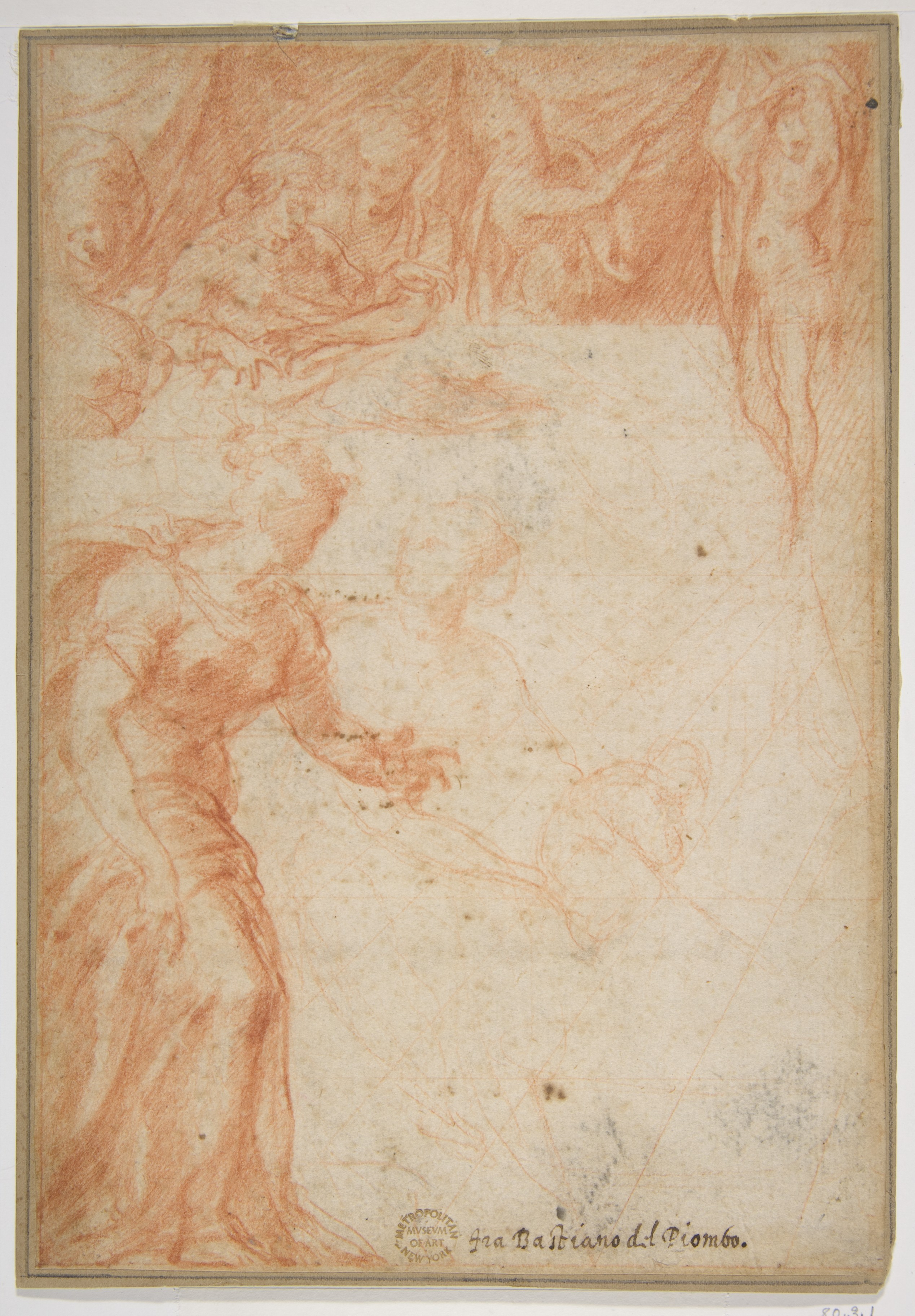
Études pour une scène biblique (Metropolitan Museum of Art)
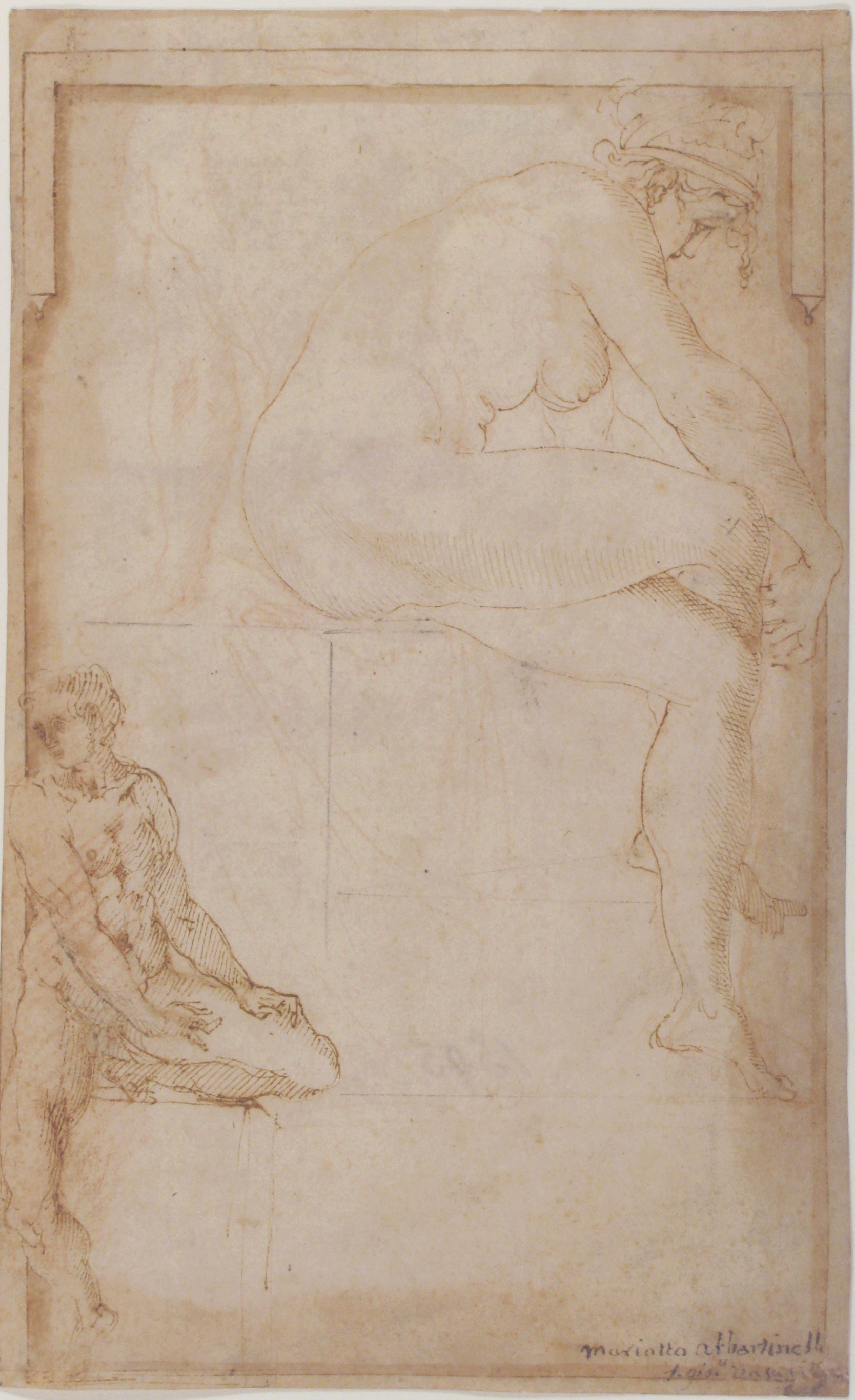
Figures dans un contexte architectural (Metropolitan Museum of Art)
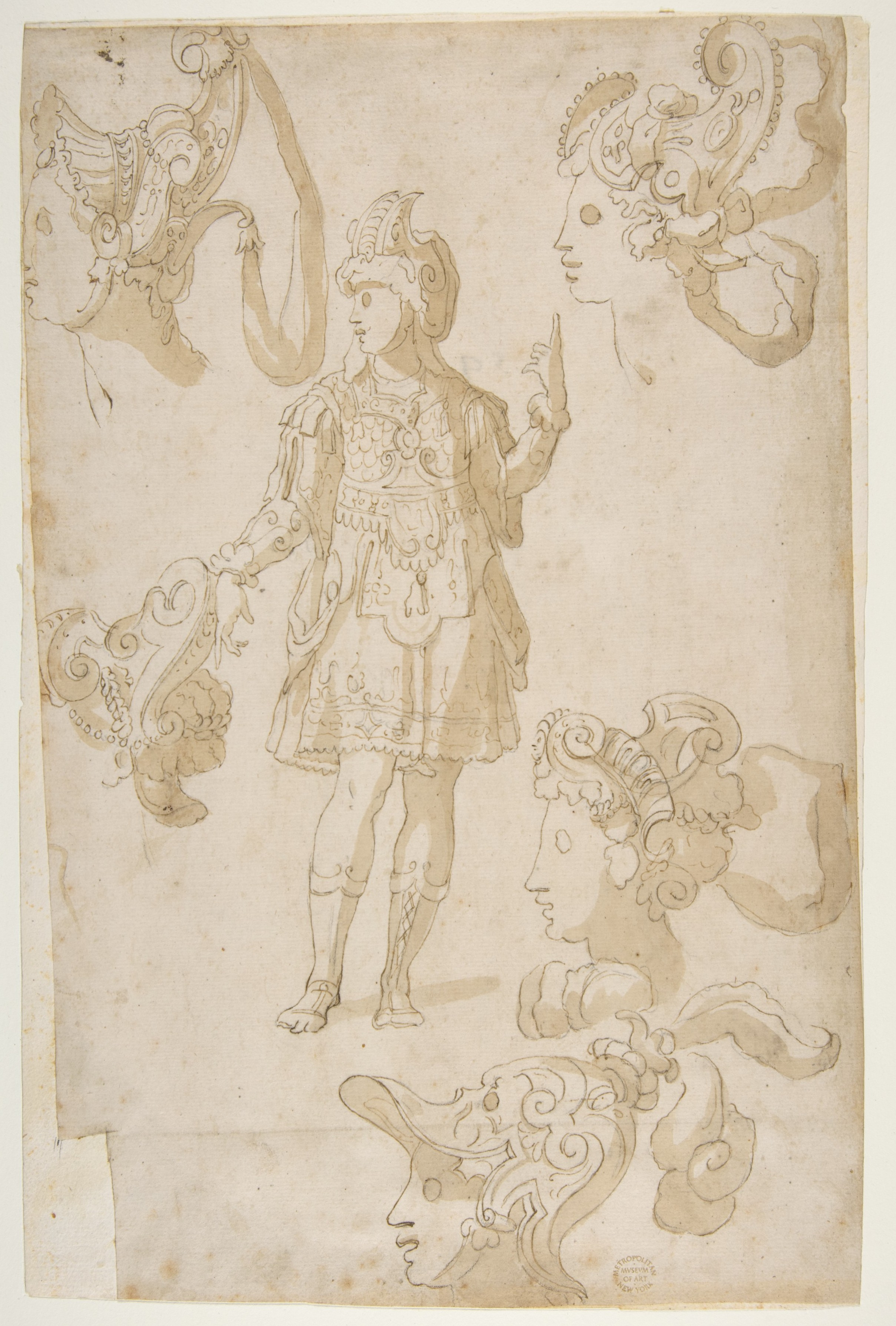
Études pour un costume (Metropolitan Museum of Art)
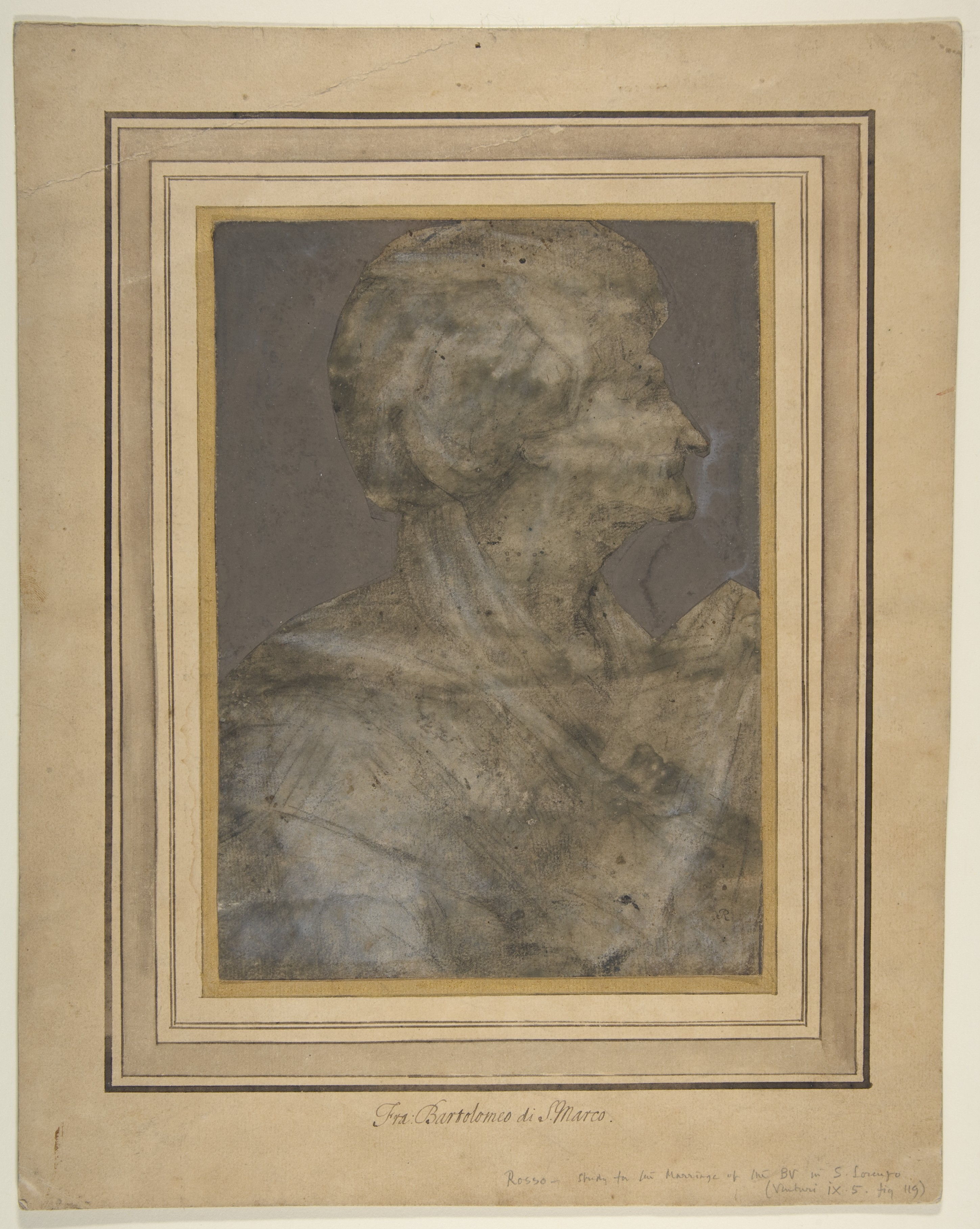
Buste d'une vieille femme de profil (Metropolitan Museum of Art)
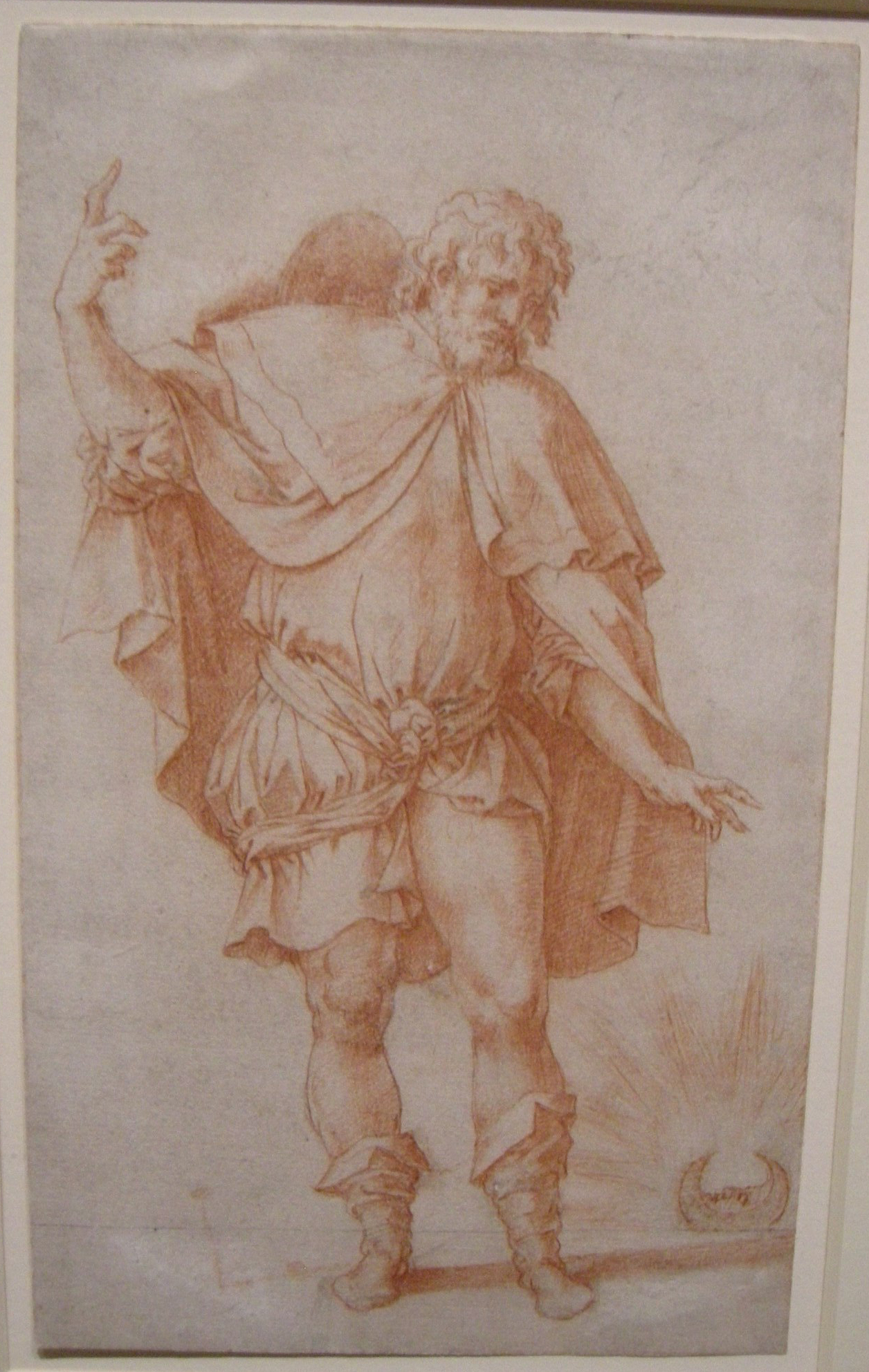
Étude d'une figure masculine